# Hortus Sanitatis

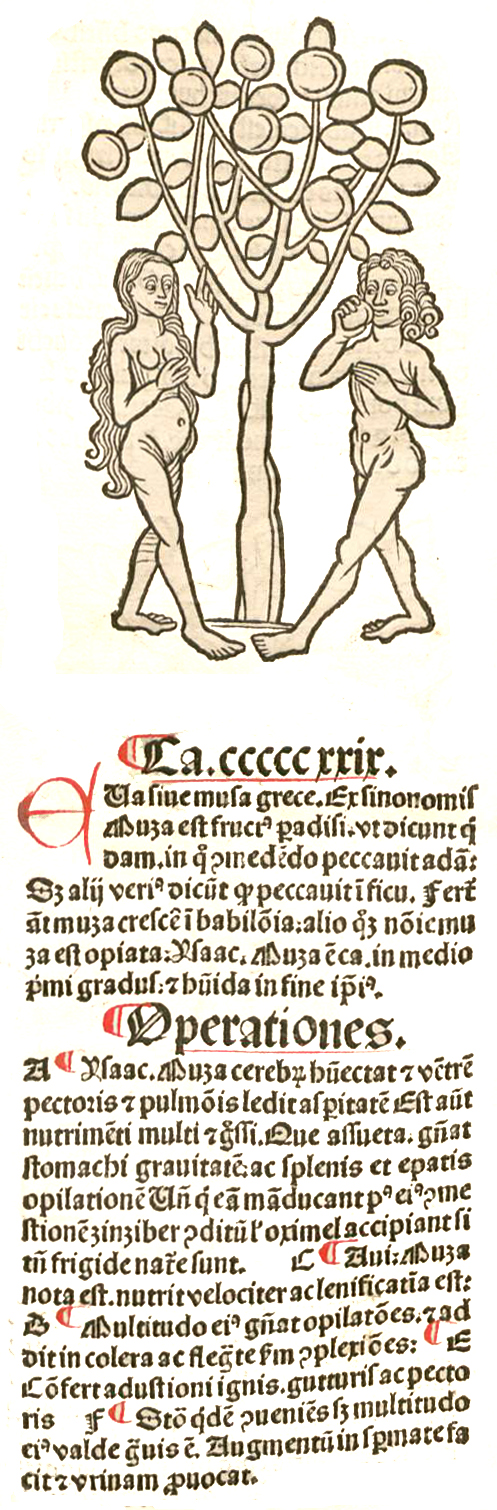
"Frutti del Paradiso", illustrazione tratta dallHortus sanitatis, 1491

L'Hortus Sanitatis (scritto talvolta anche come Ortus; traducibile in italiano con Il giardino della salute) è un'enciclopedia di storia naturale in latino pubblicata da Jacob Meydenbach a Magonza, in Germania, nel 1491.
L'opera descrive diverse specie vegetali, animali e minerali con i relativi usi medicinali e modalità di preparazione. Seguì il latino Herbarius moguntinus (1484) e il tedesco Gart der Gesundheit (1485), che Peter Schöffer aveva precedentemente pubblicato, sempre a Magonza. A differenza di queste opere precedenti, dedicate soltanto alle erbe, l'Hortus sanitatis tratta anche di animali, uccelli, pesci e pietre.  L'autore poi non si limita alla descrizione di creature realmente esistenti, bensì include anche quelle di diversi animali mitici tra cui il drago, l'arpia, l'idra, il mirmicoleone, la fenice e lo zitiron.

## Autore
L'autore dell'opera è sconosciuto. Occasionalmente la paternità è stata erroneamente attribuita al medico francofortese Johann Wonnecke von Kaub.

## Contenuto
L'opera consiste di cinque sezioni che descrivono semplici farmaci impiegati in ambito terapeutico:
1. De Herbis, costituita da 530 capitoli relativi alle erbe.
2. De Animalibus, costituita da 164 capitoli sugli animali terrestri, il primo dei quali dedicato all'uomo.
3. De Avibus, 122 capitoli su uccelli e altri animali volanti.
4. De Piscibus, 106 capitoli su pesci e altri animali acquatici.
5. De Lapidibus, con 144 capitoli su pietre semipreziose e minerali.

Seguono in appendice un trattato di uroscopia e diversi registri dettagliati.
Il testo è disposto in due colonne e ciascun capitolo è aperto da un'immagine. Il testo che segue fornisce una descrizione generale del relativo farmaco e,  sotto il titolo di oparetiones, un elenco dei suoi effetti sul corpo umano.
Le piante presenti nella sezione De Herbis sono state descritte nel 2010 da B. e H. Baumann secondo l'attuale nomenclatura binomiale.

## Fonti
L'autore ha composto l'opera a partire da note enciclopedie medievali, come il Liber pandectarum medicinae omnia medicine simplicia continens di Matteo Silvatico (XIV secolo) e lo Speculum naturale di Vincenzo di Beauvais (XIII secolo).
Il testo relativo all'uroscopia alla fine dell'Hortus sanitatis è preso da un testo presente in numerosi manoscritti sotto il nome di Zacharias de Feltris o Bartolomeo da Montagna.
Un manoscritto latino risalente al 1477 che contiene già il nucleo testuale dell'opera, è stato inizialmente considerato un possibile modello per la stampa, ma ora è considerato per una copia indipendente del manoscritto Circa instans.

## Illustrazioni
Le illustrazioni xilografiche sono stilizzate ma facilmente riconoscibili e molte di esse sono state riutilizzate in altre opere. Oltre alle rappresentazioni di campioni del farmaco, le immagini ne mostrano l'uso da parte dell'uomo. Vi sono poi scene in cui le figure sono circondate da soggetti nel loro ambiente naturale, come in piedi nei pressi di un fiume con pesci e sirene.

## Galleria d'immagini (Magonza, 1491)[10]

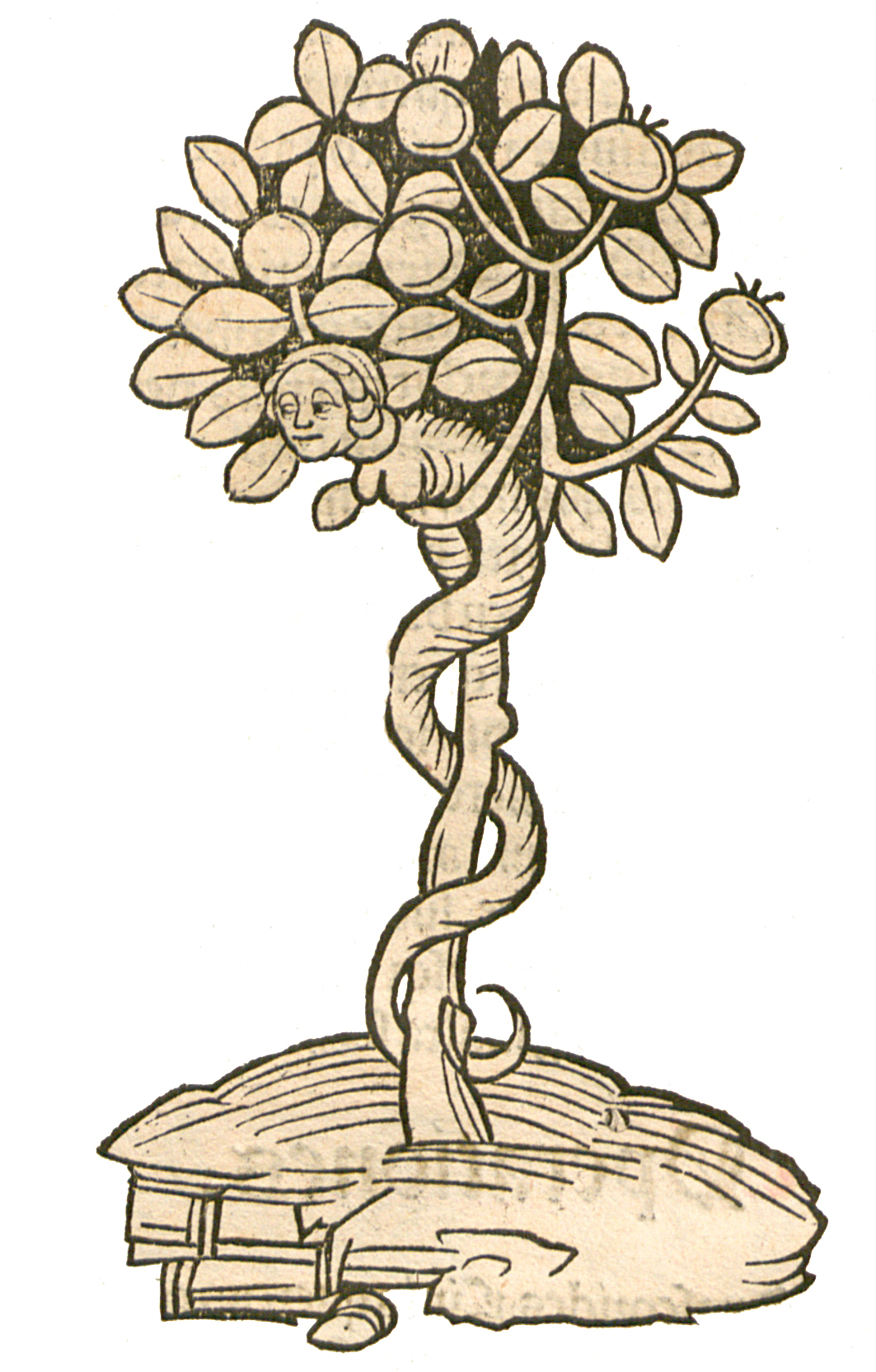
Libro I, capitolo 43. ..... Arbor vel lignum vite paradisi
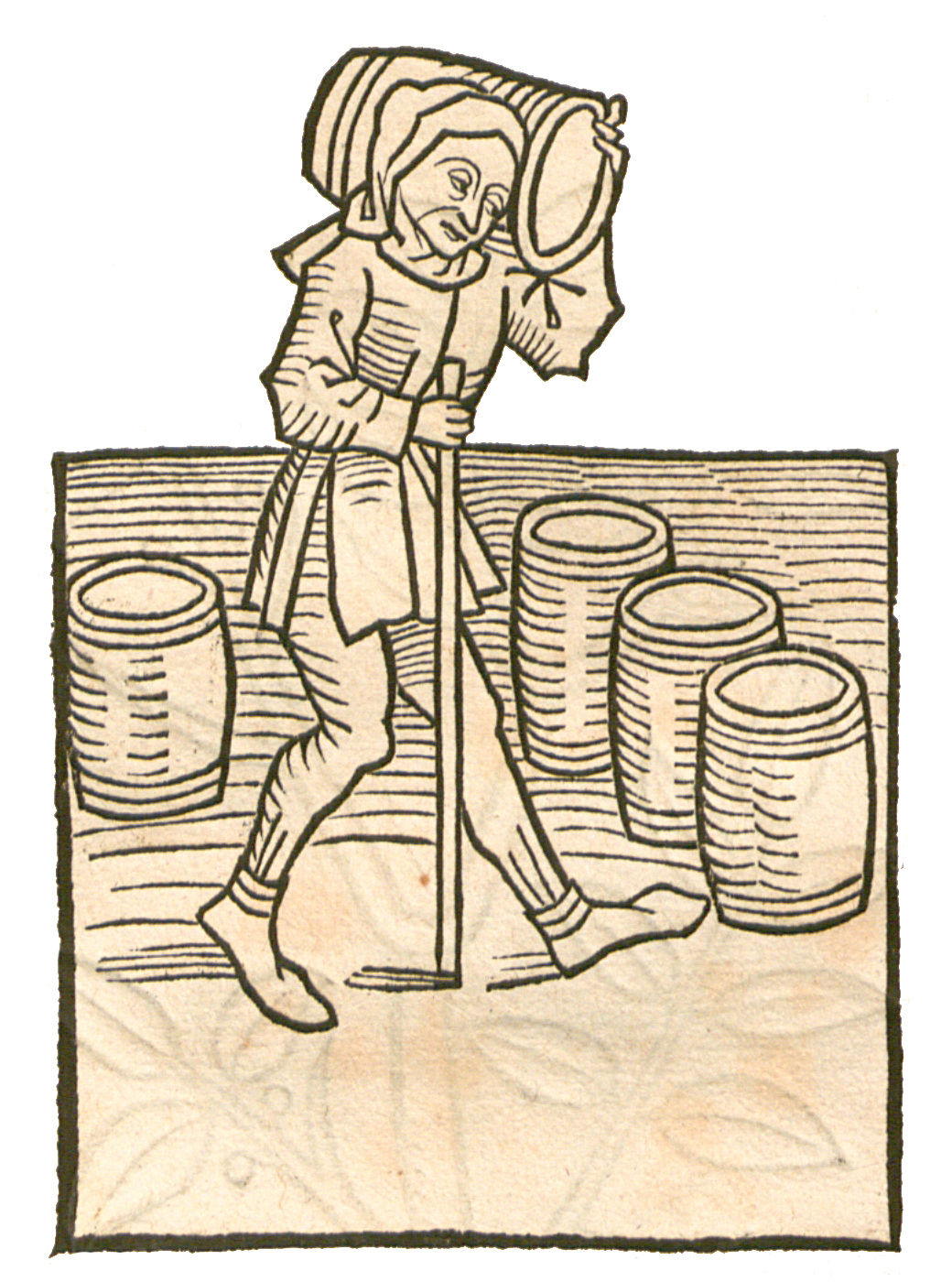
Libro I, capitolo 84. Butirum – Burro
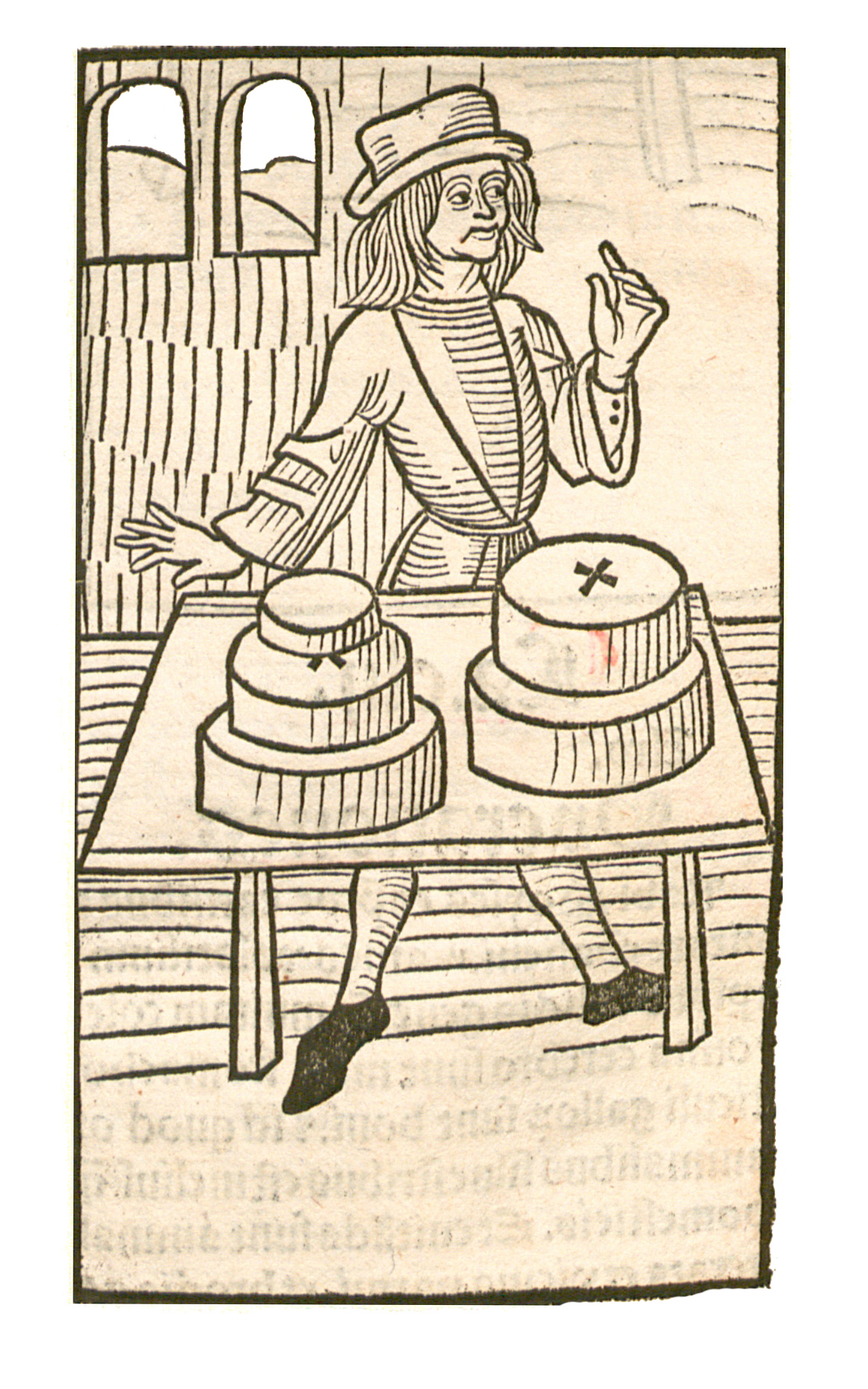
Libro I, capitolo 153. Caseus – Formaggio
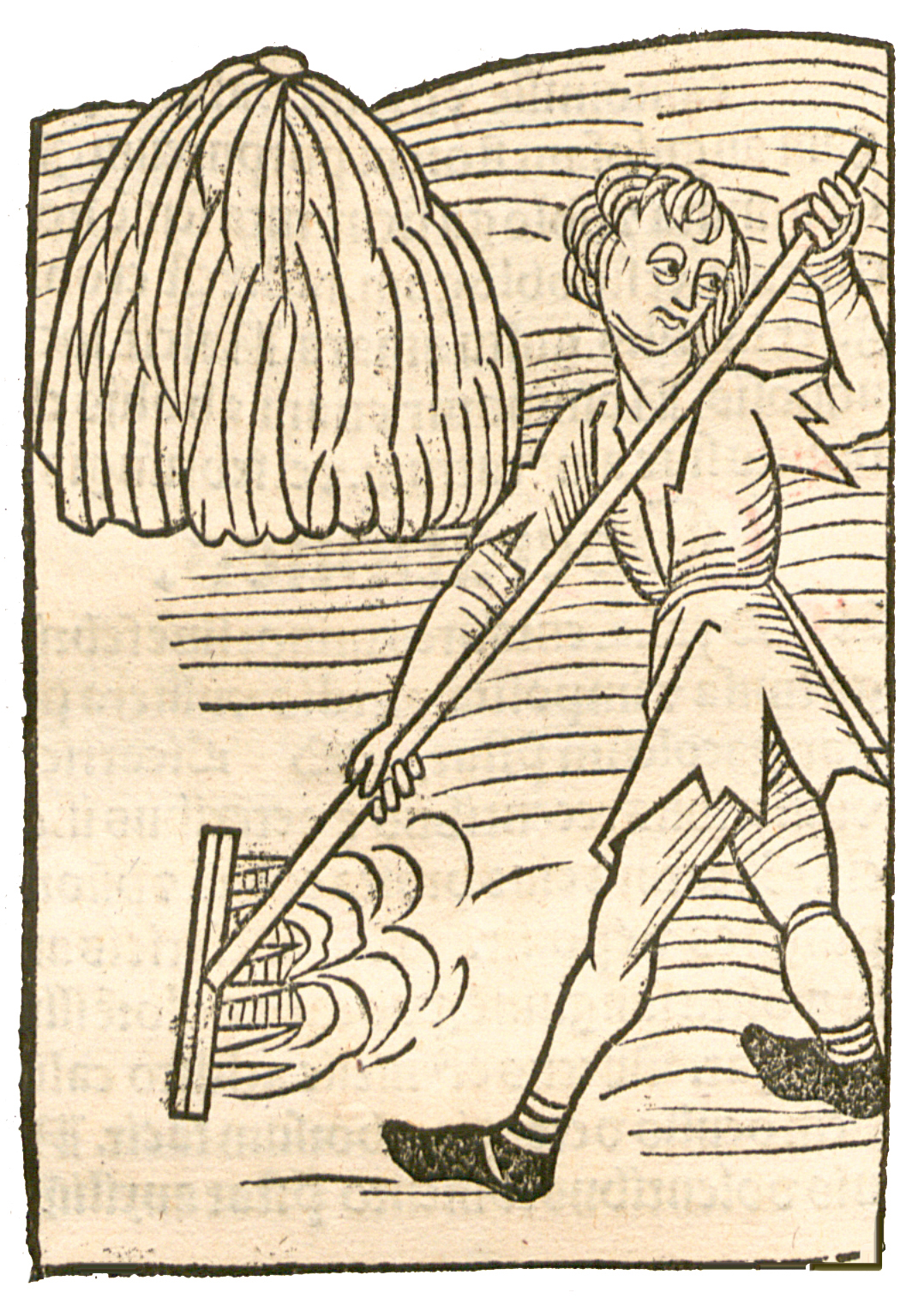
Libro I, capitolo 192. Fenum – Fieno
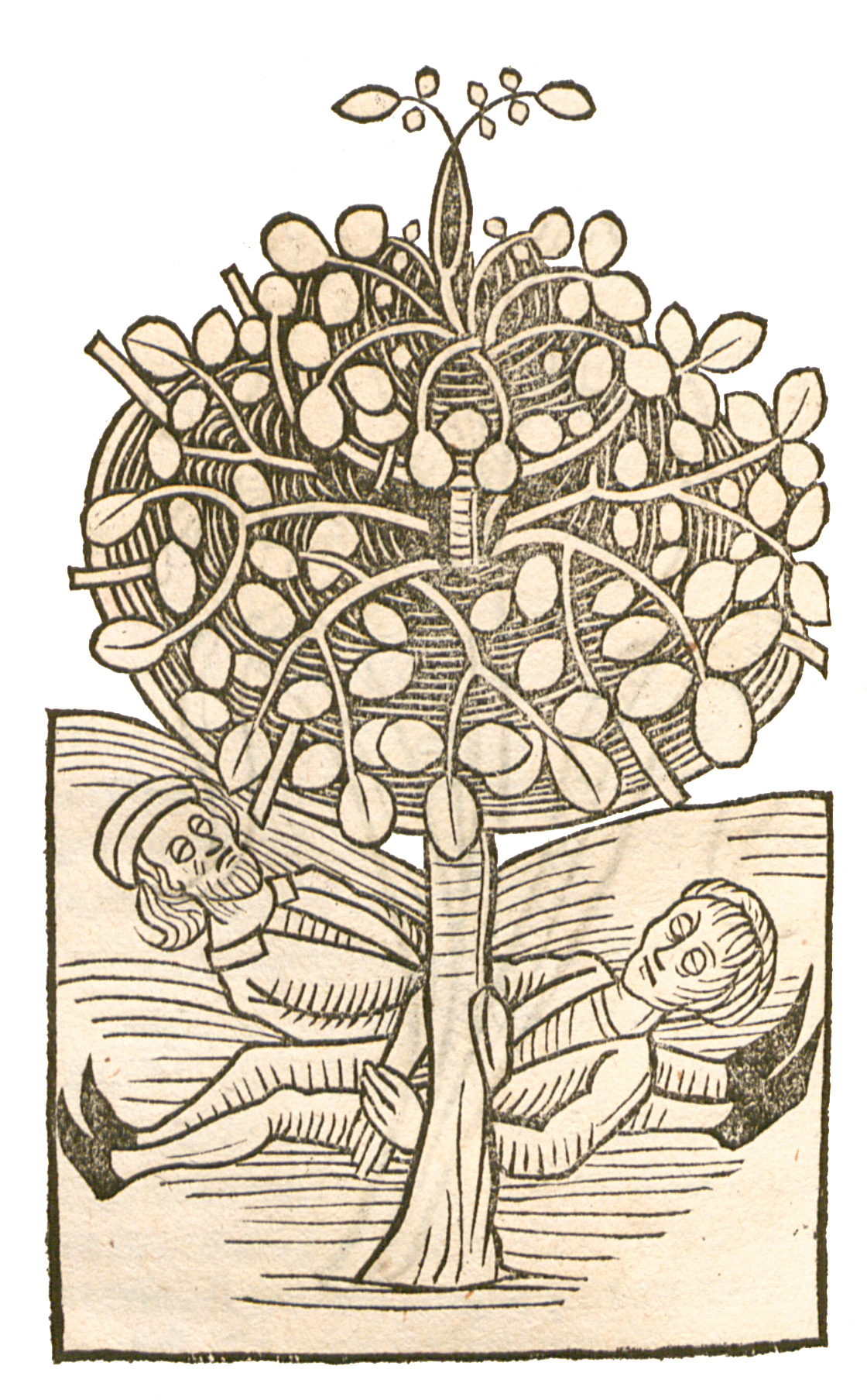
Libro I, capitolo 221. Hauser vel hausor
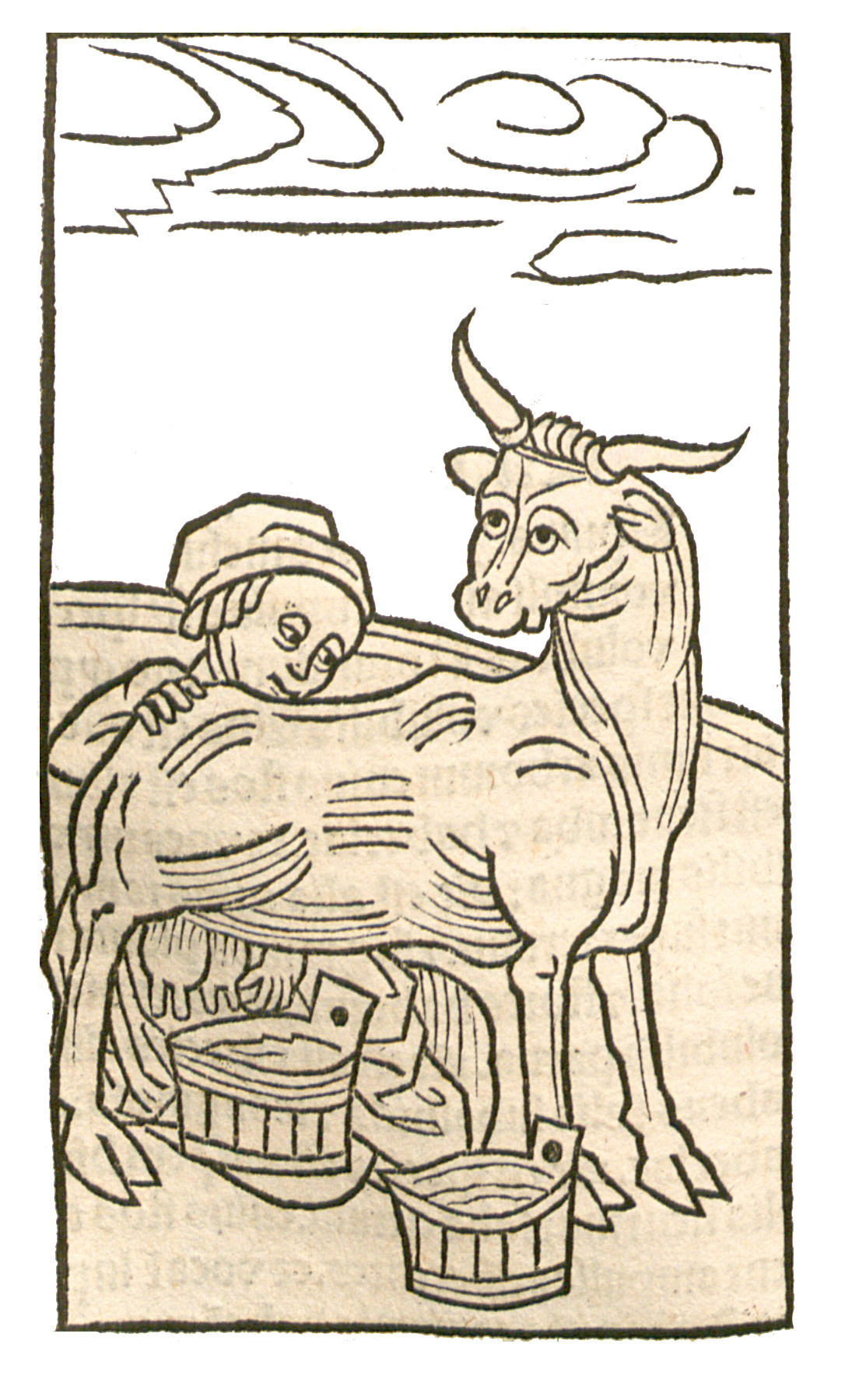
Libro I, capitolo 269. ..... Lac – Latte
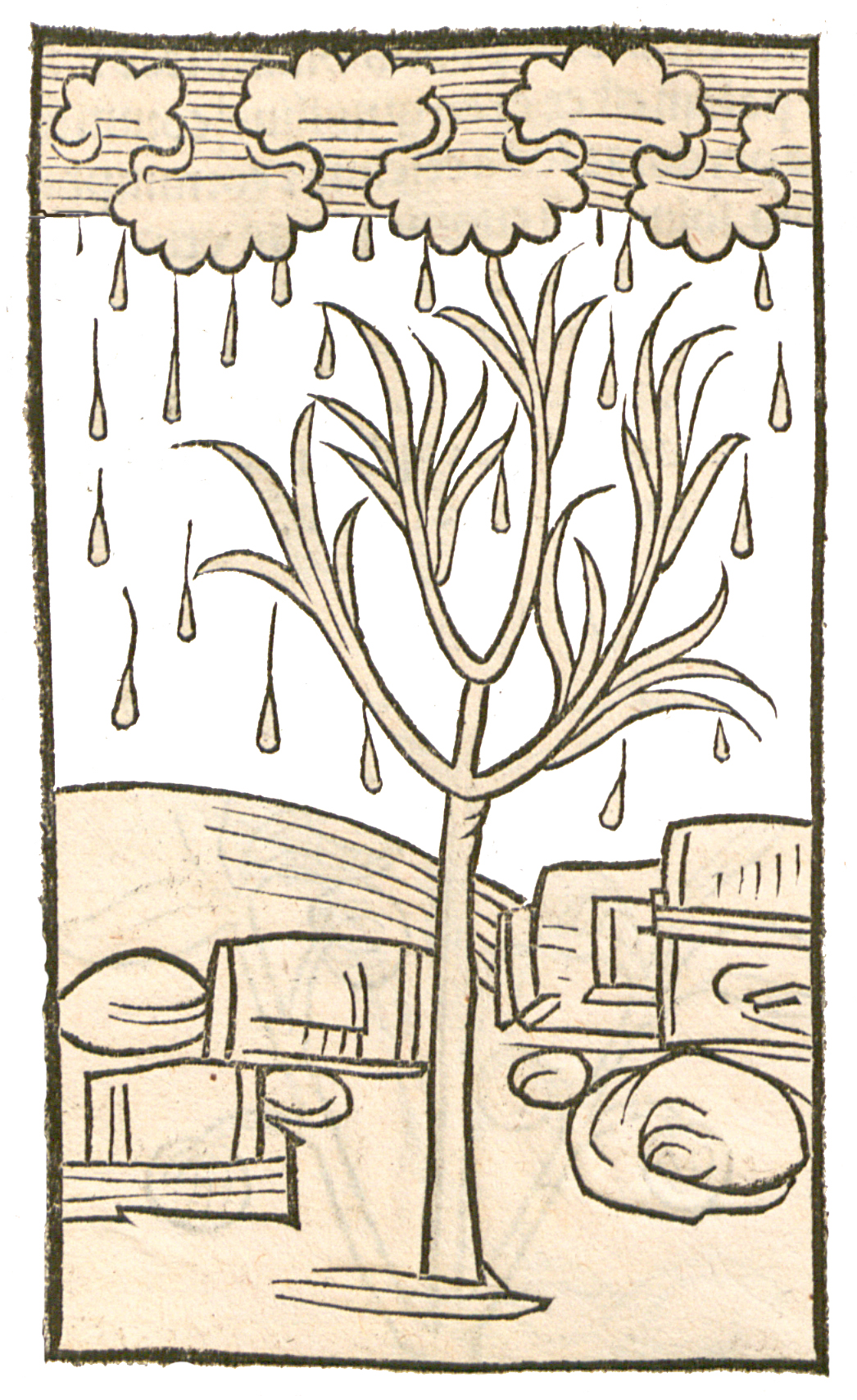
Libro I, capitolo 275. Manna
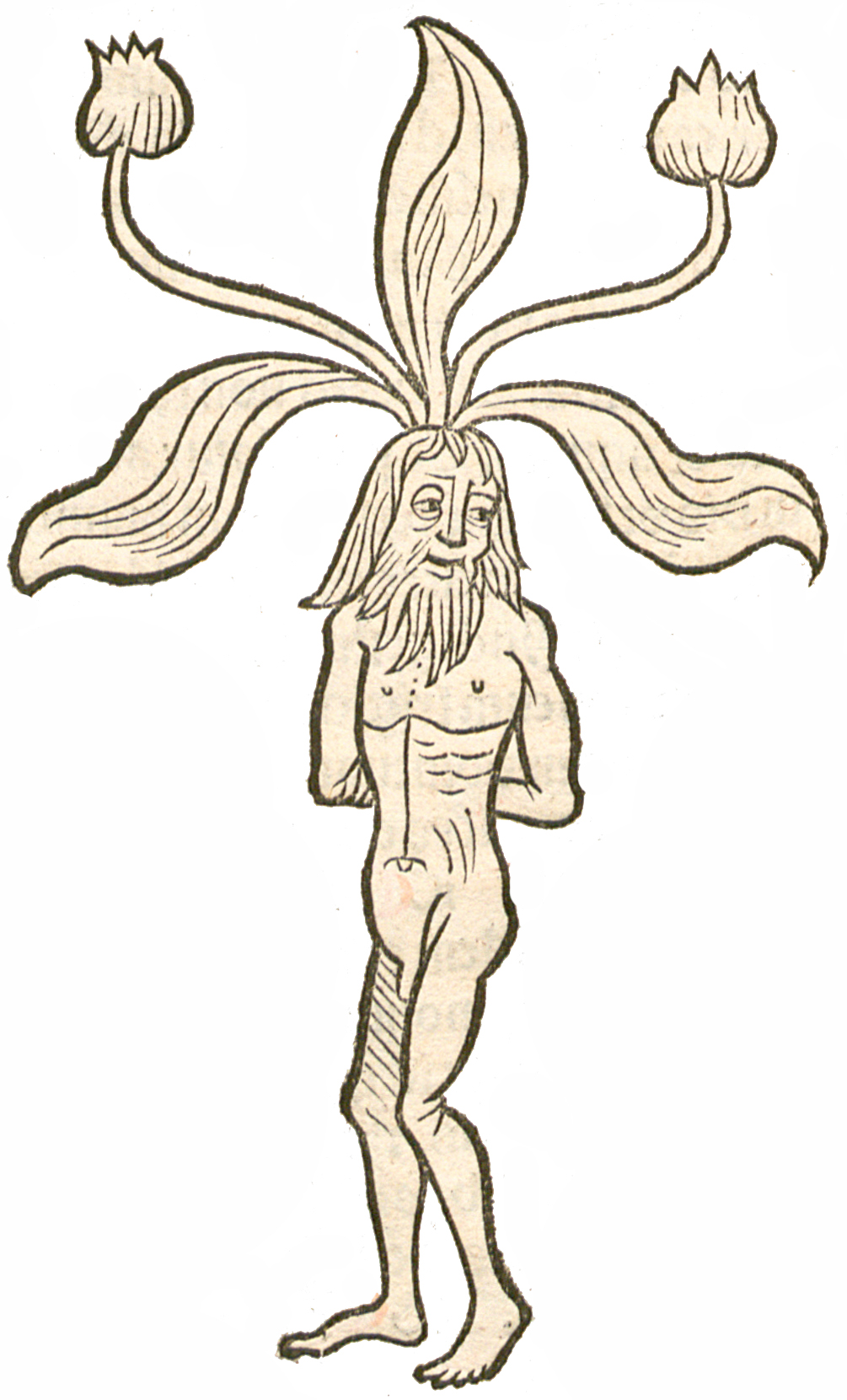
Libro Buch I, capitolo 276. Mandragora maschile
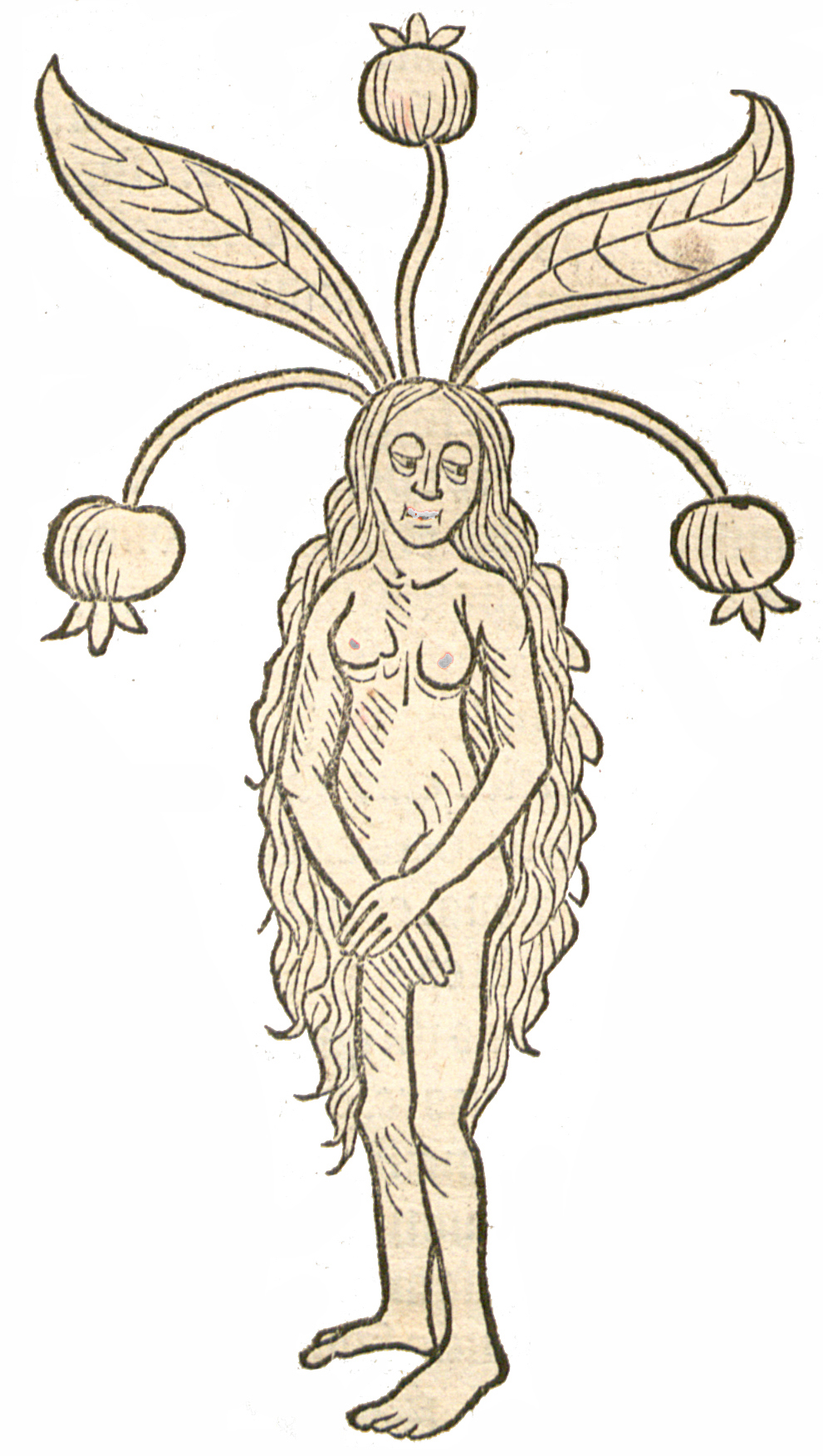
Libro I, capitolo 277. Mandragora femminile
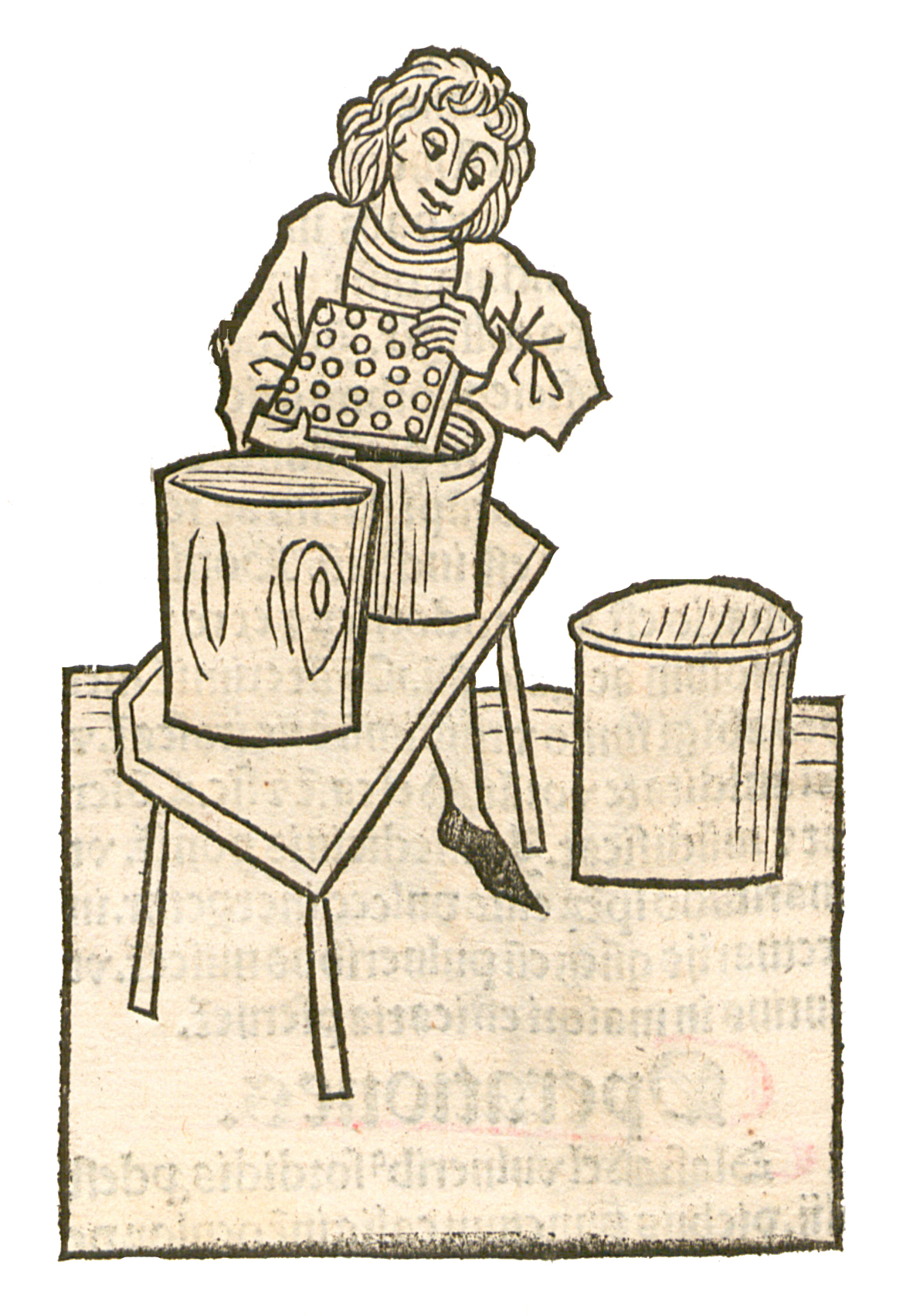
Libro I, capitolo 292. ..... Mel – Miele
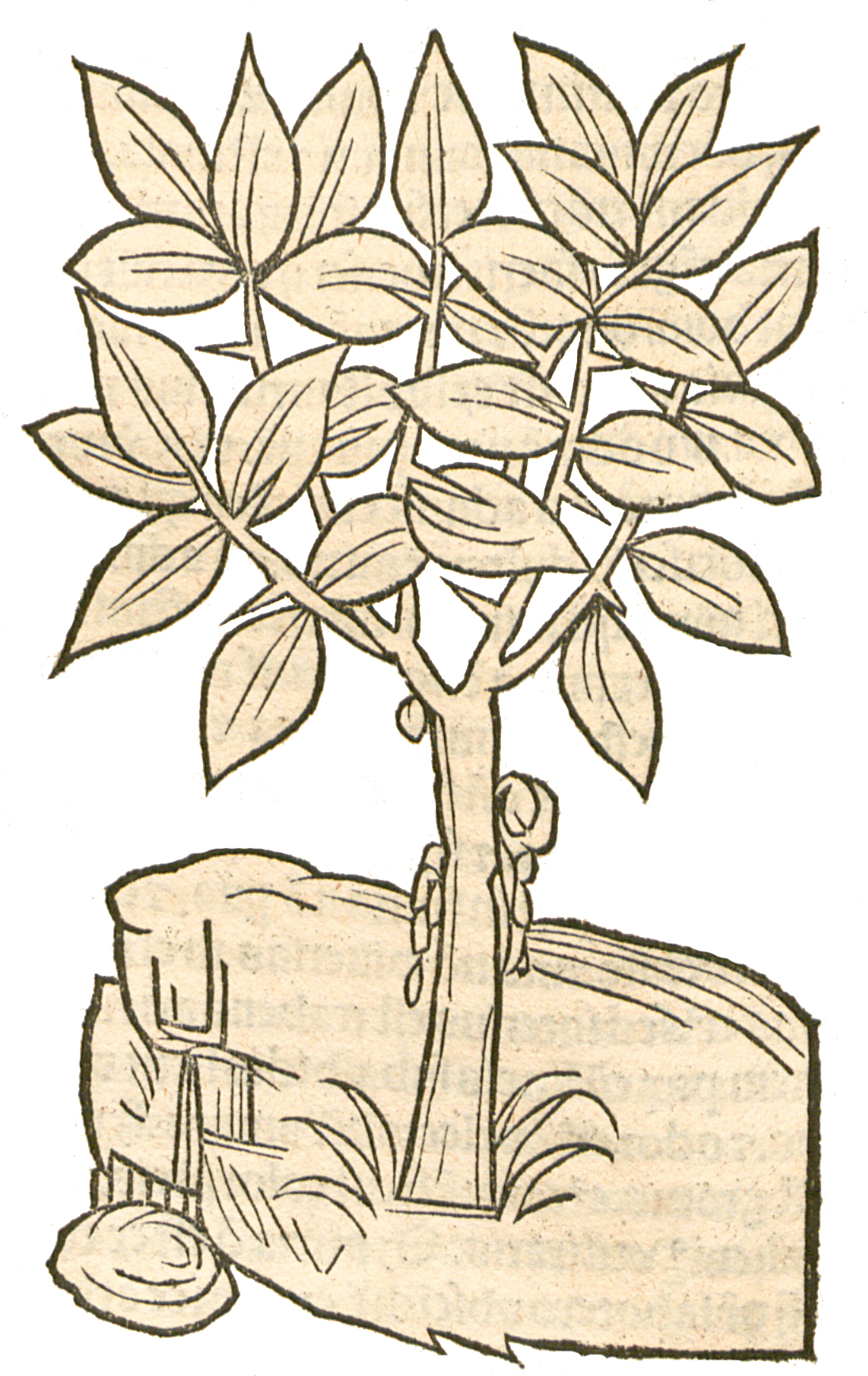
Libro I, capitolo 298. ..... Mirra
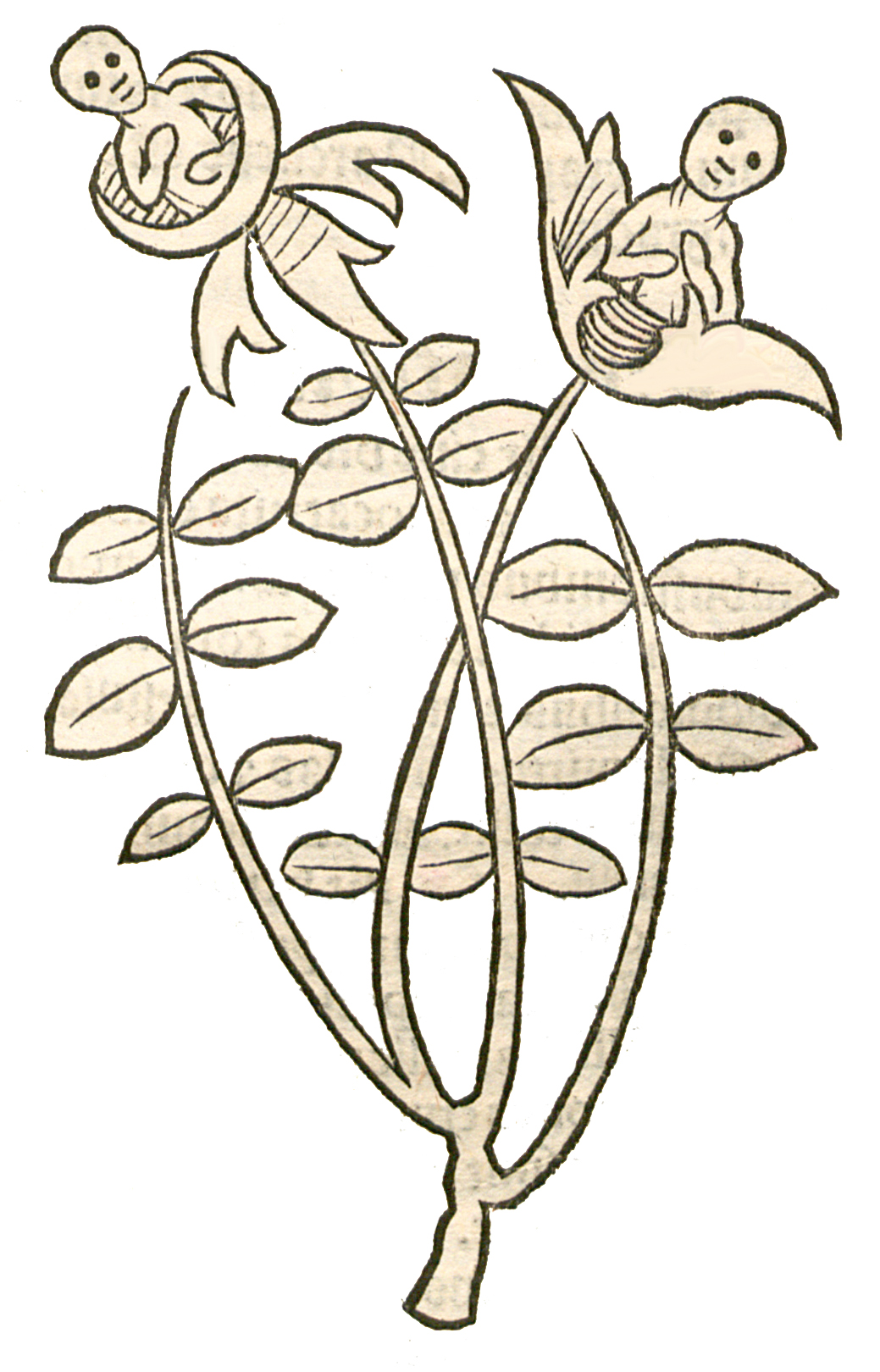
Libro I, capitolo 307. Narciso
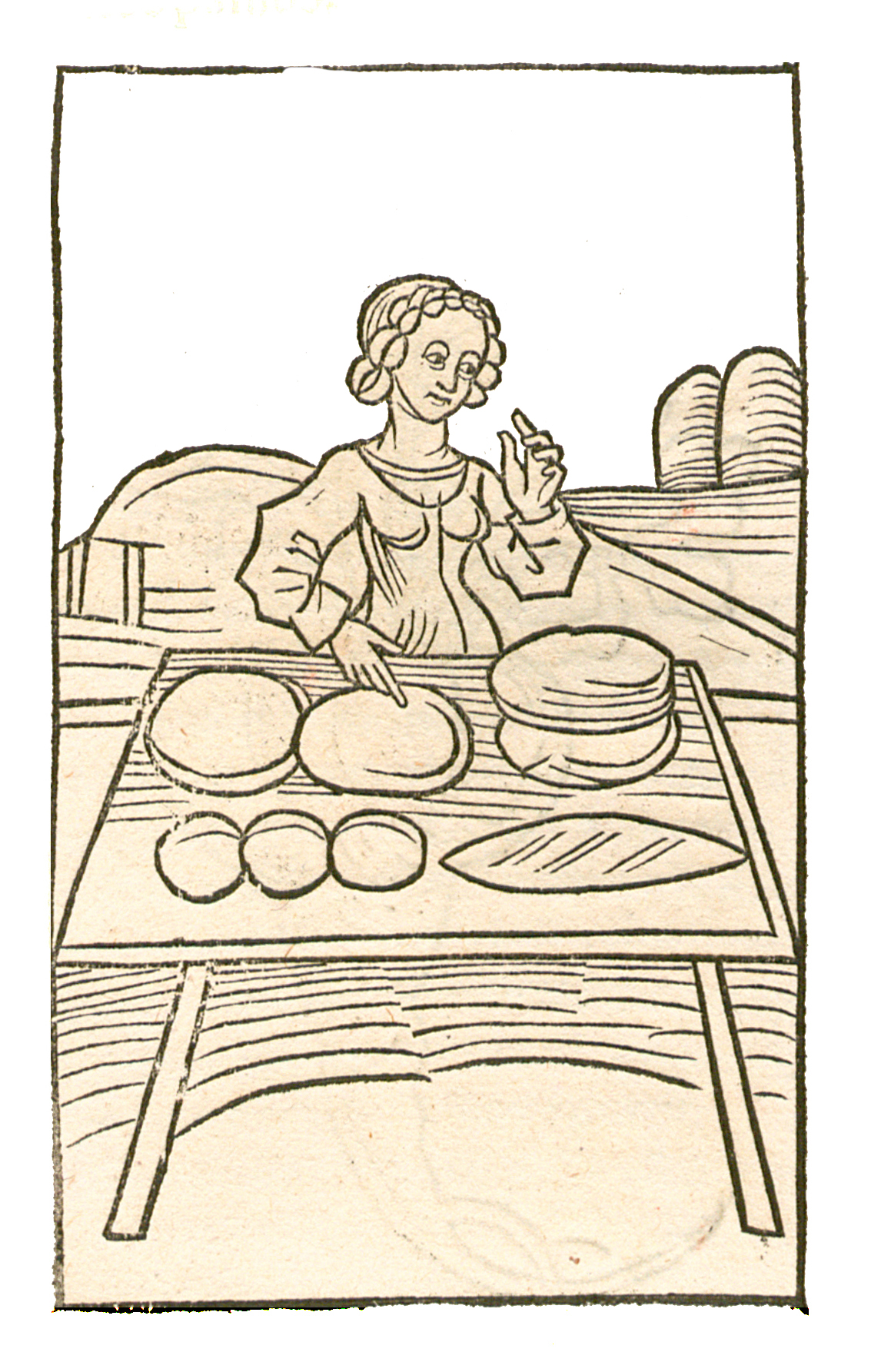
Libro I, capitolo 382. Panis – Pane
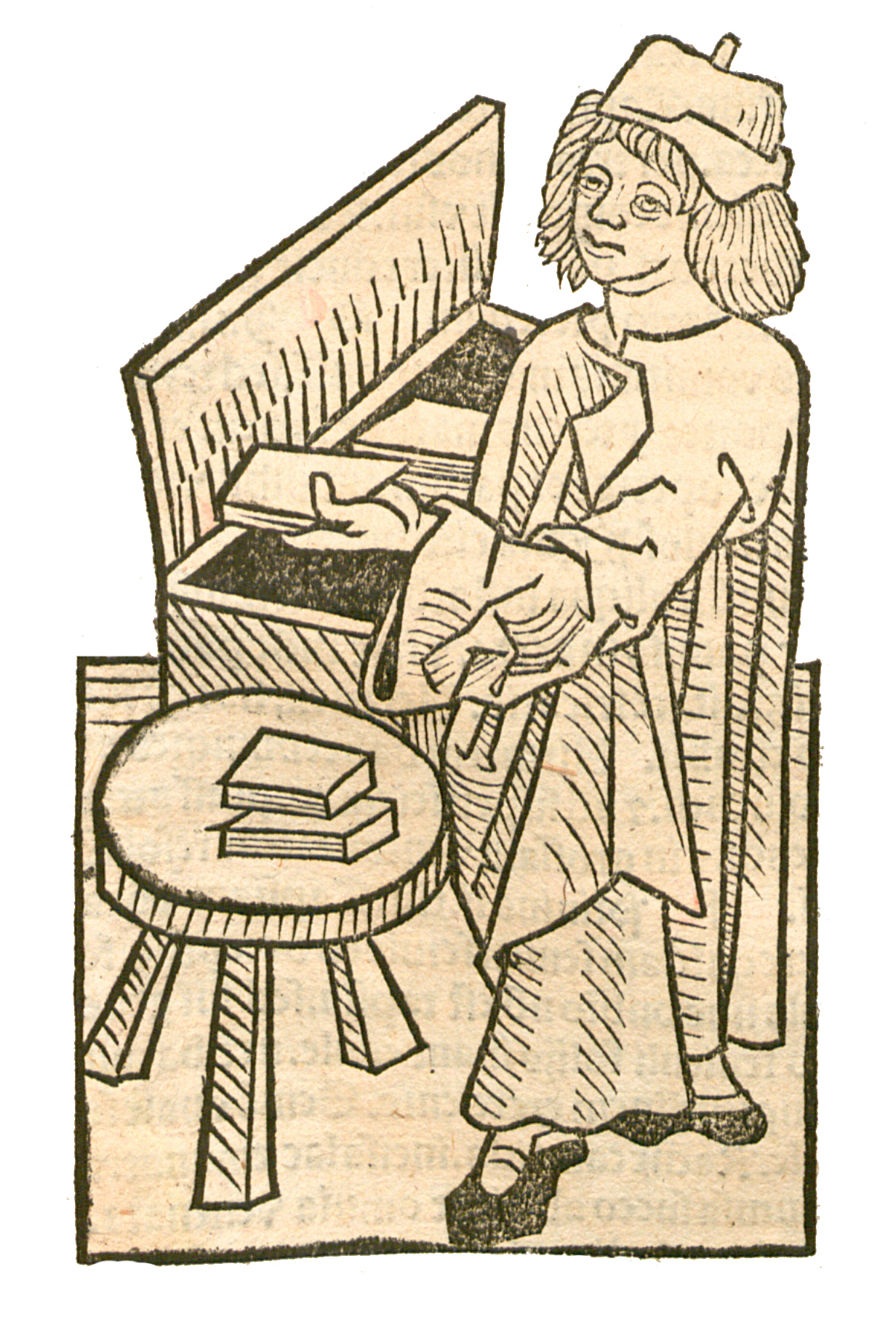
Libro I, capitolo 463. ..... Sapo – Sapone
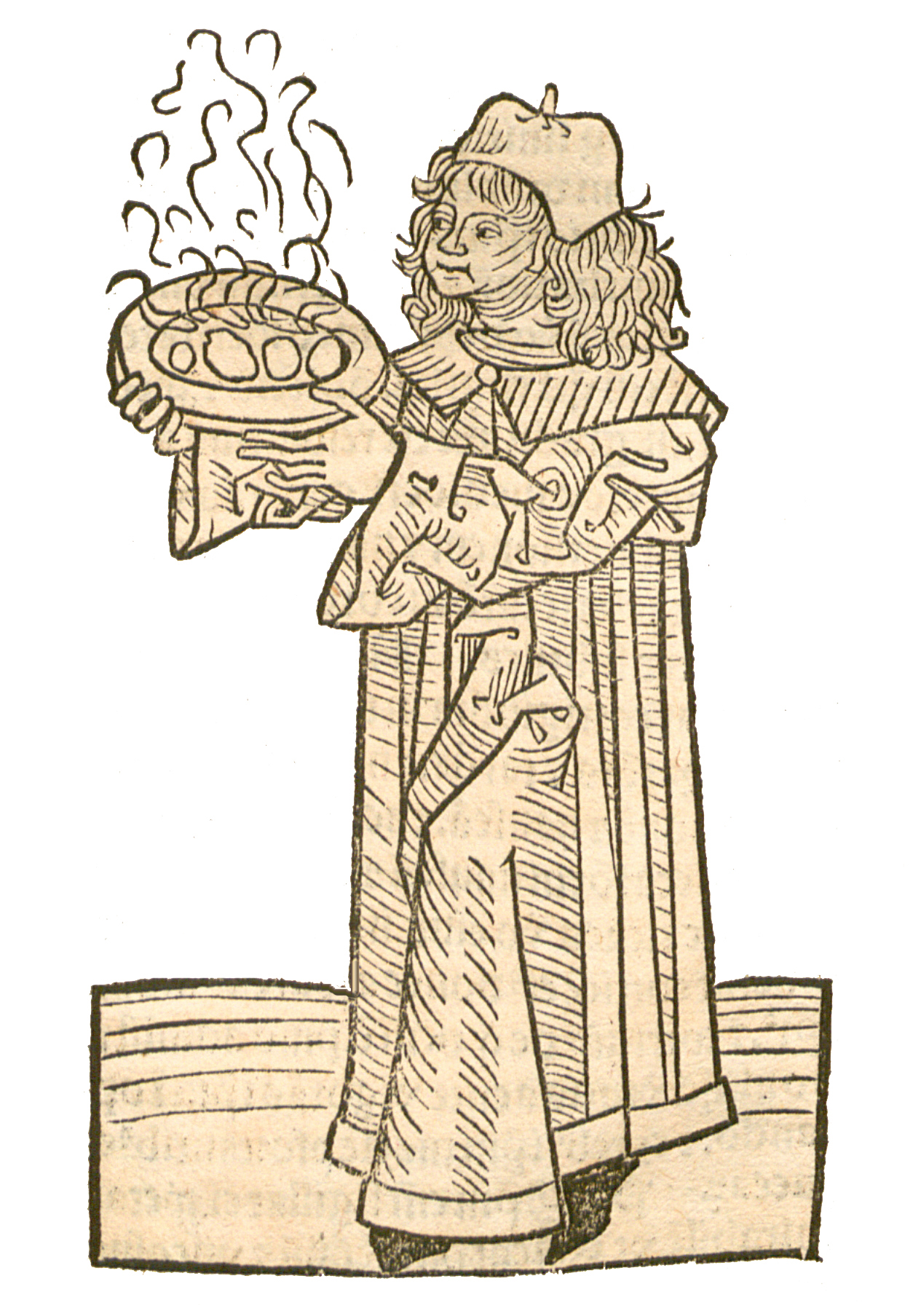
Libro I, capitolo 484. ..... Thus – Franchincenso
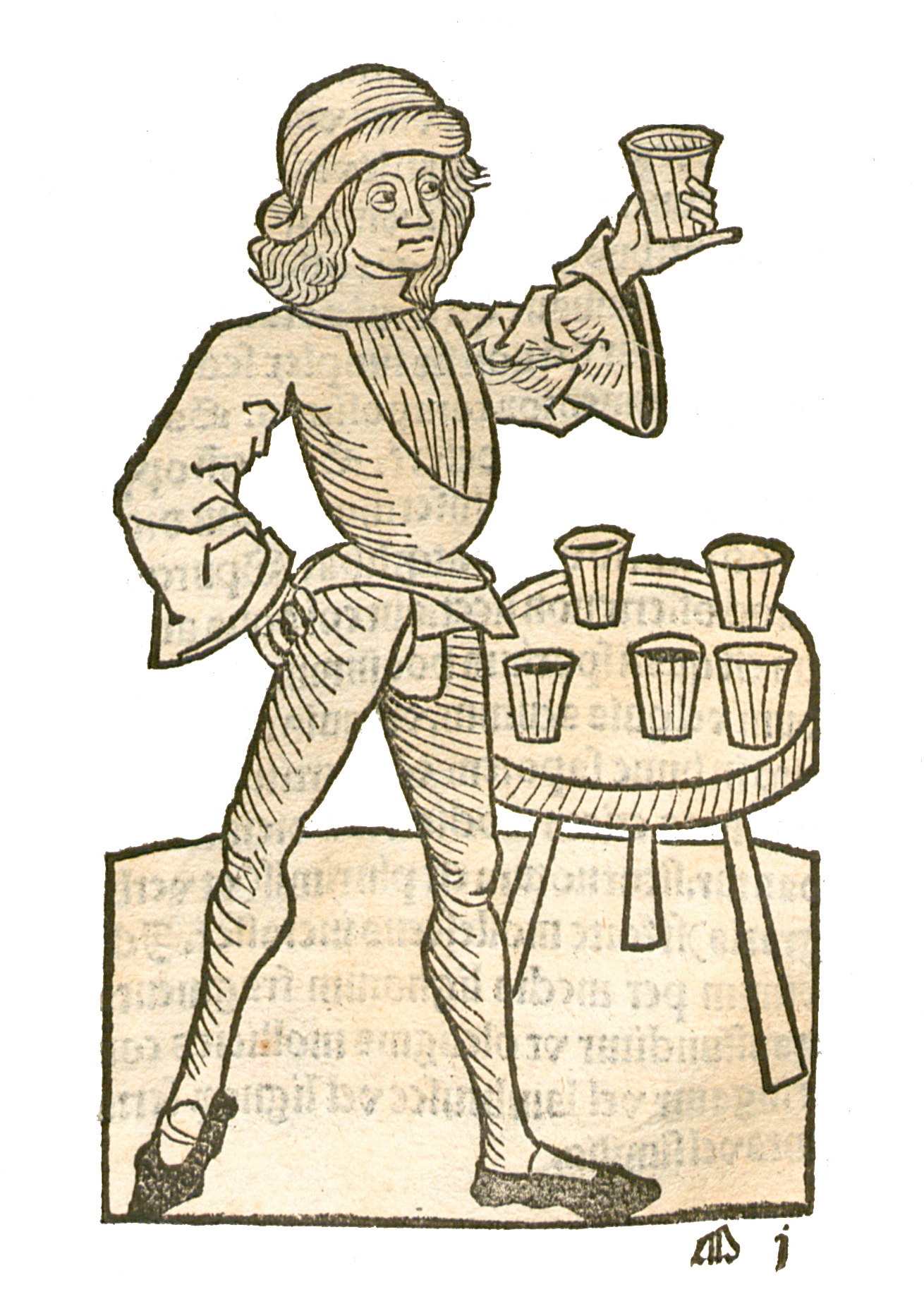
Libro I, capitolo 510. Vinum – Vino
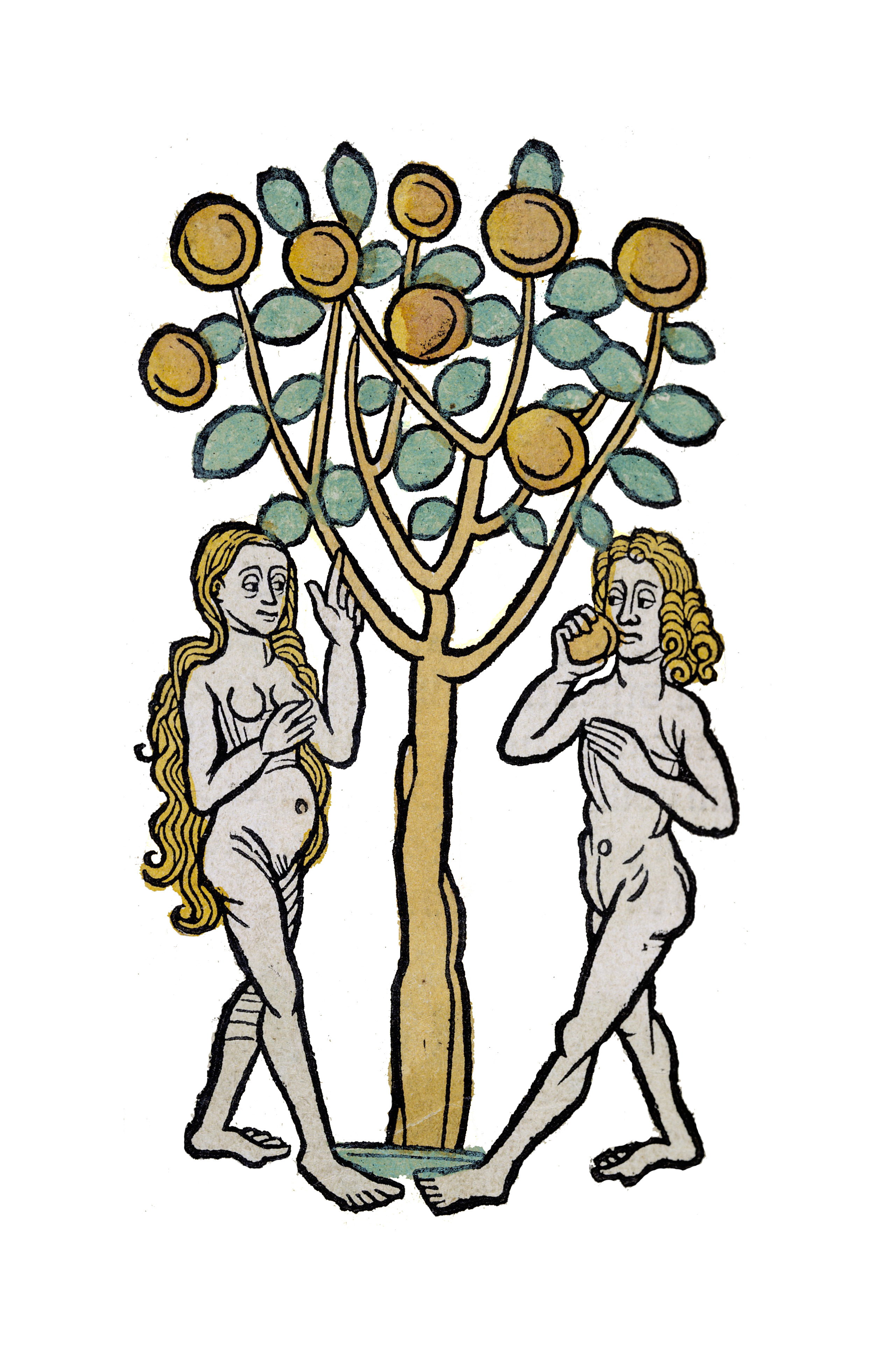
Libro I, capitolo 529. Adamo ed Eva sotto l'Albero della vita
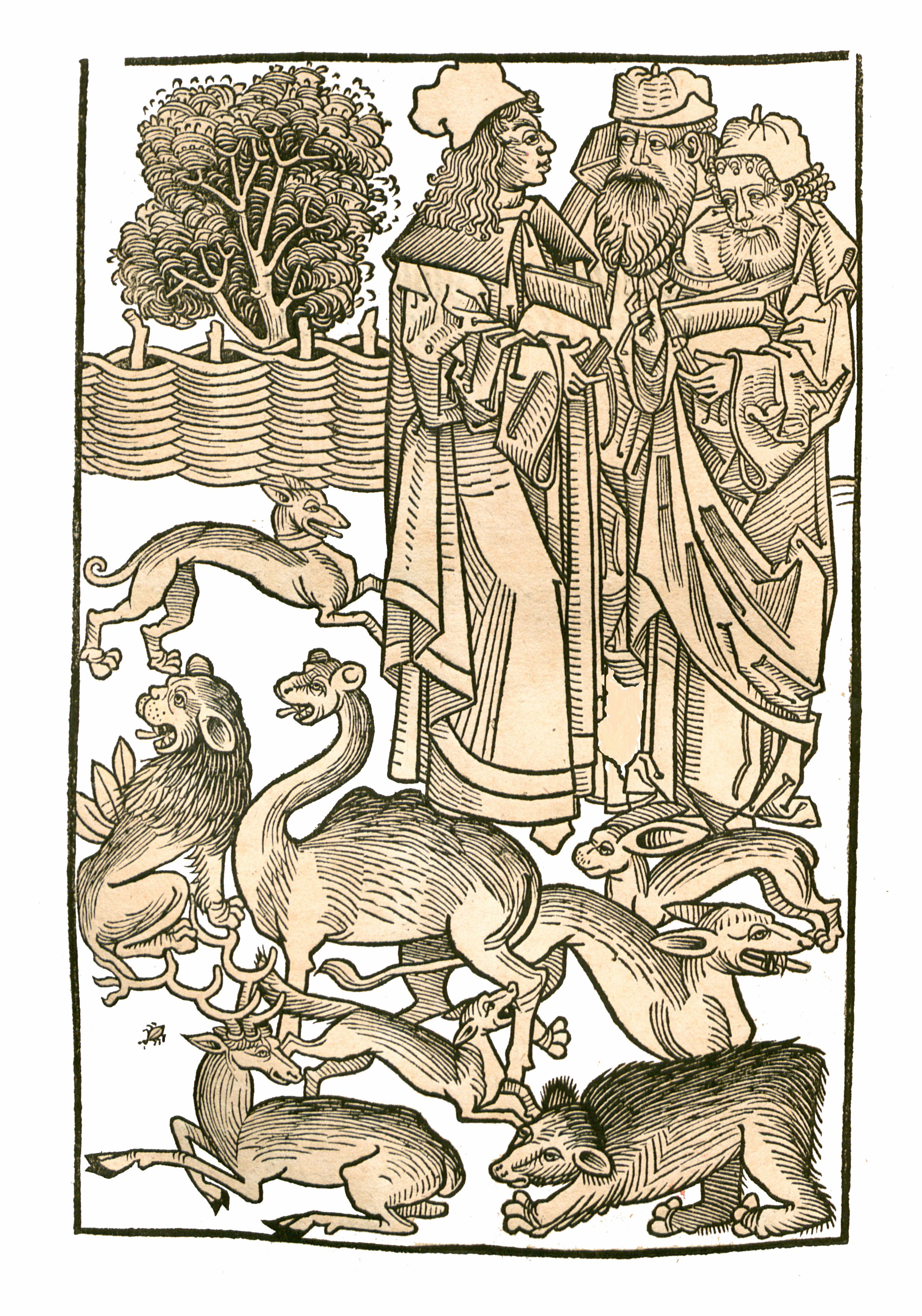
Frontespizio del capitolo De animalibus
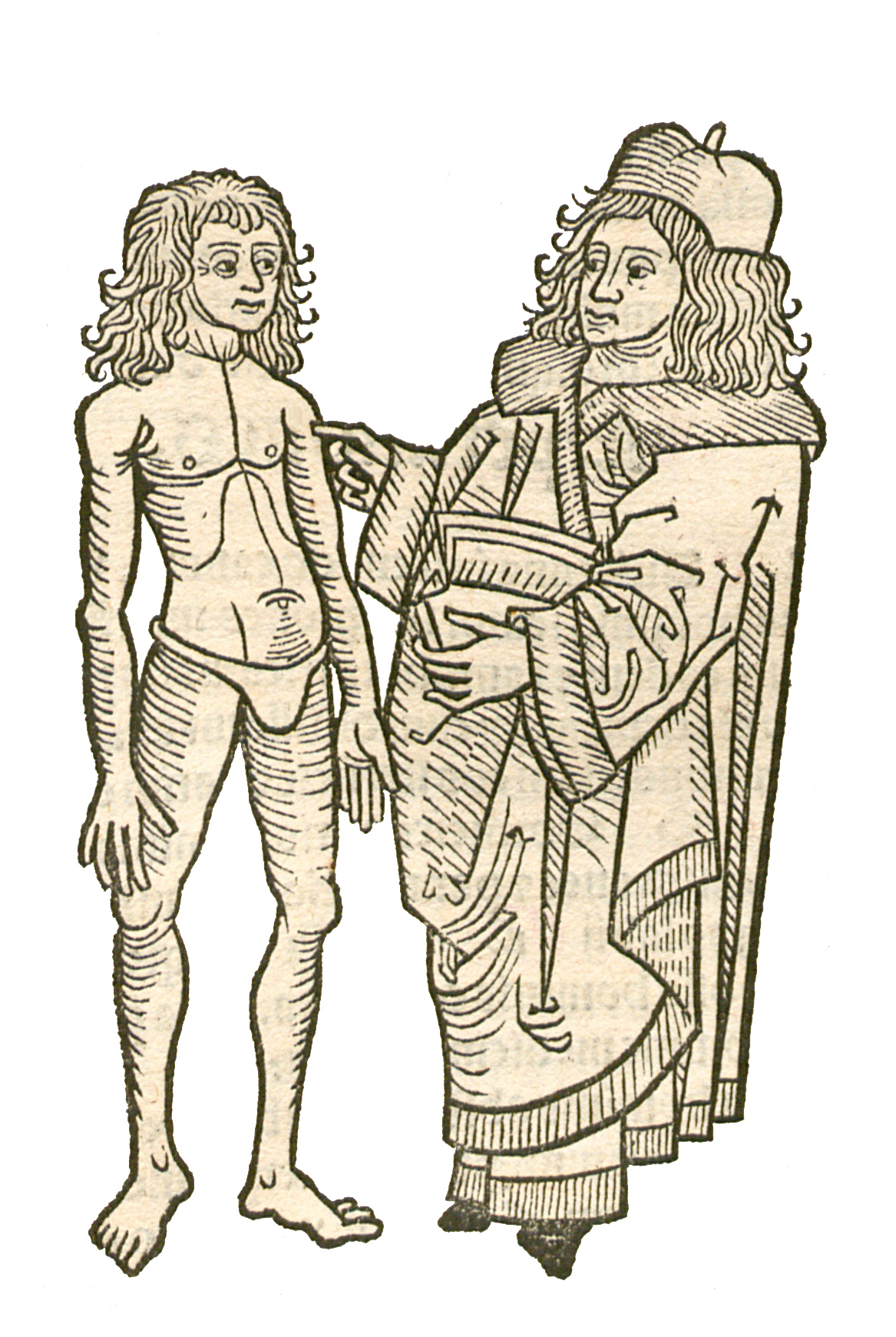
Libro II, capitolo 1. ..... Homo – Umano
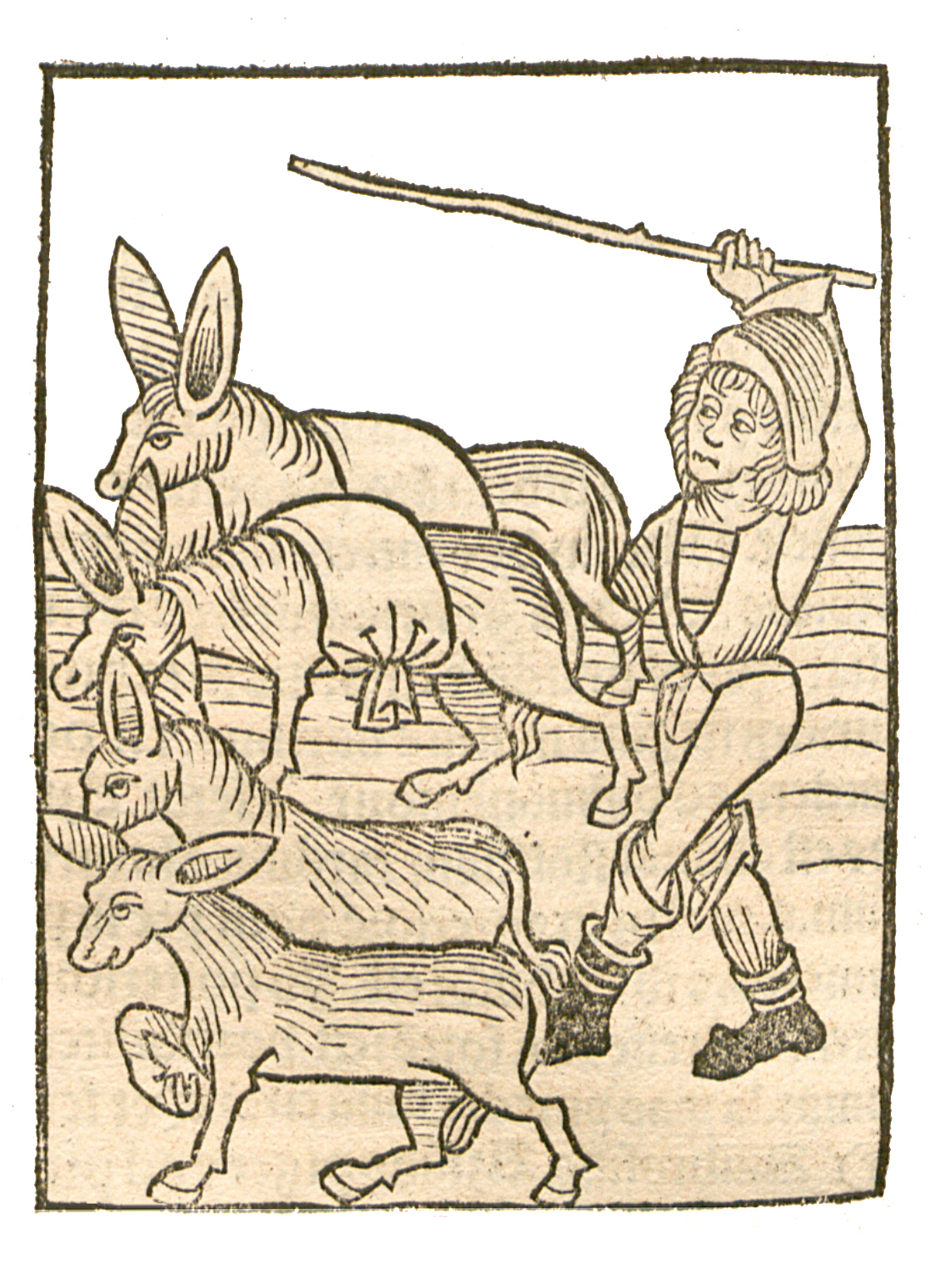
Libro II, capitolo 5. ..... Asinus – Asino
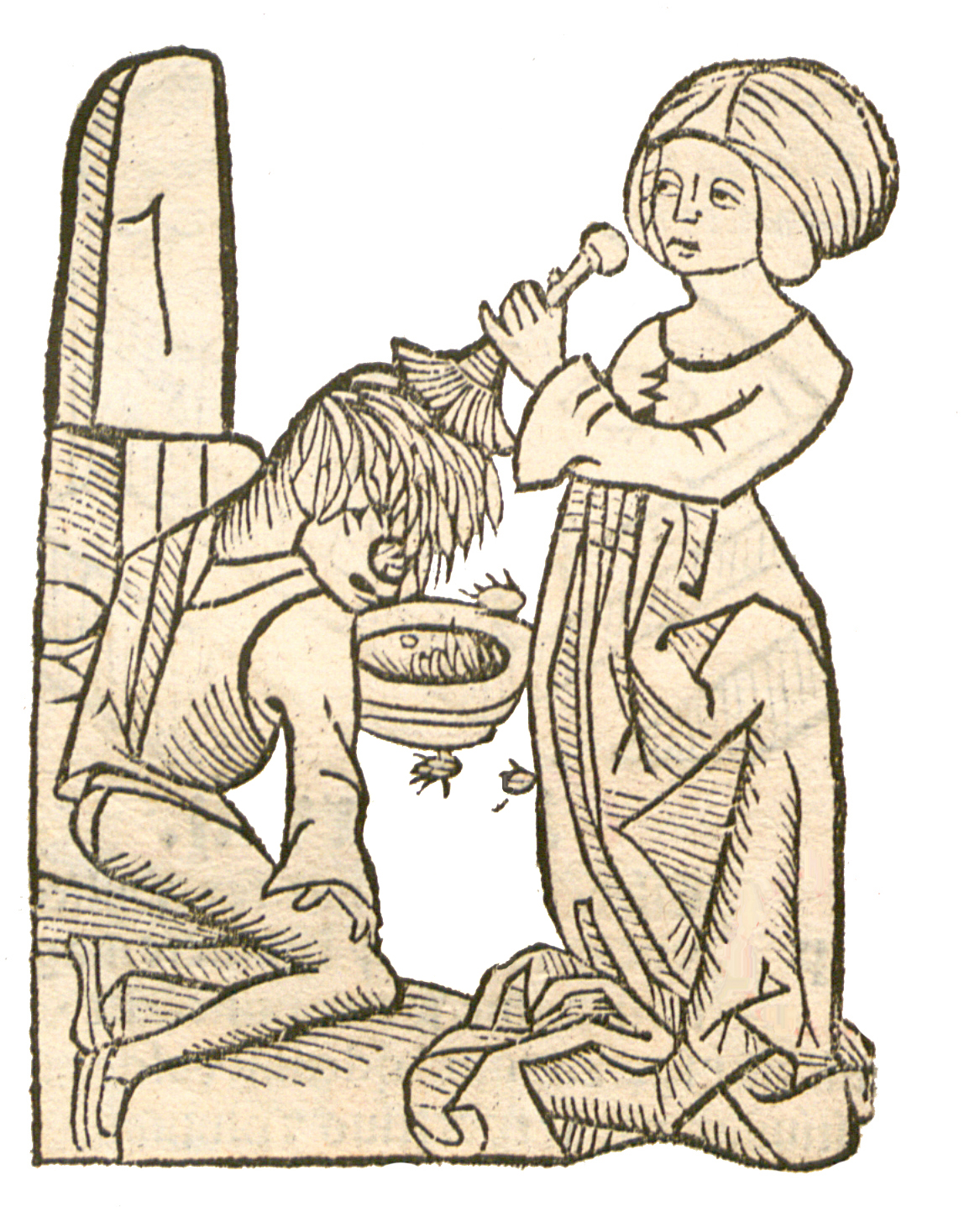
Libro II, capitolo 119. Pediculus – Pidocchio
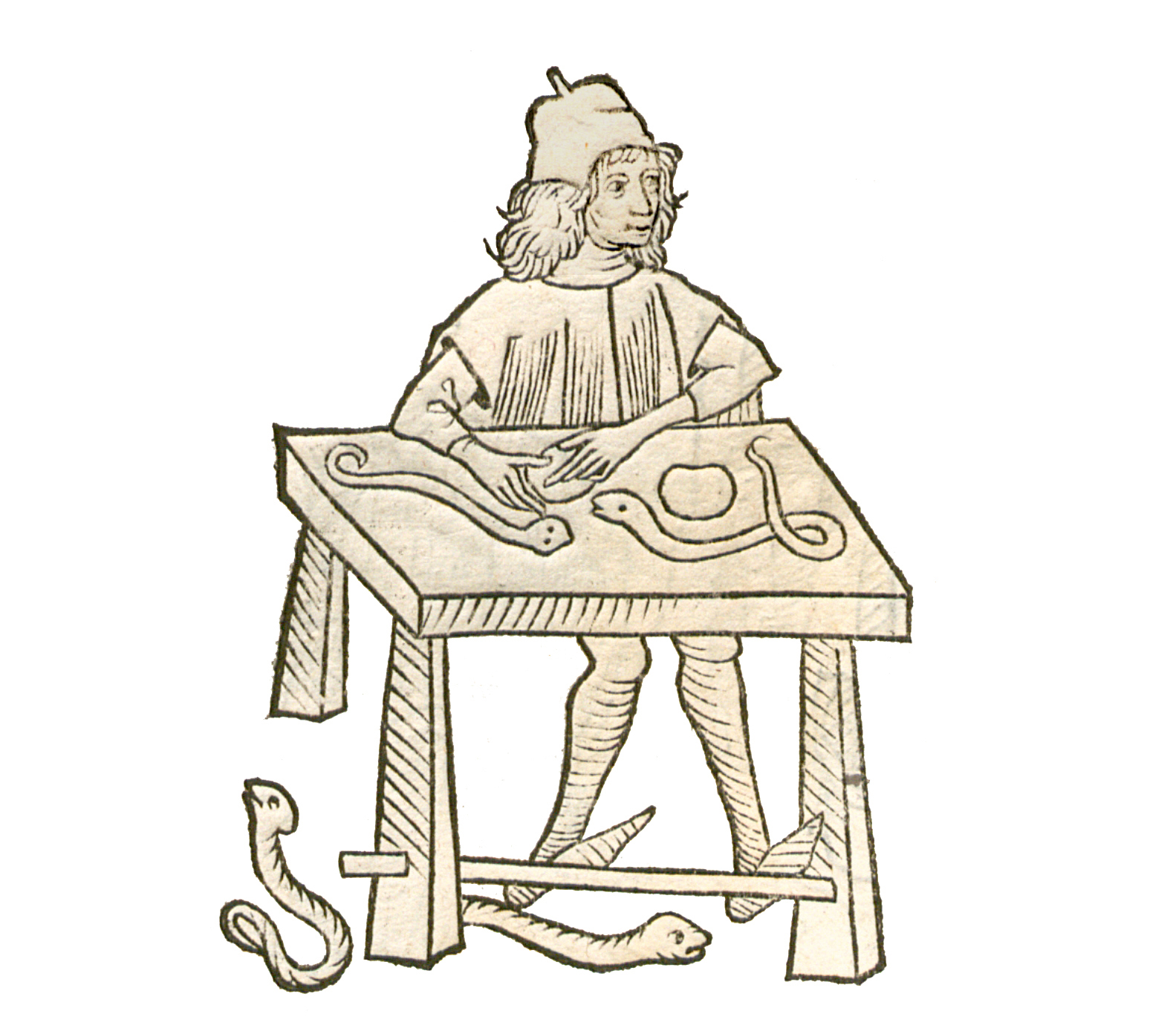
Libro II, capitolo 154. Vipera
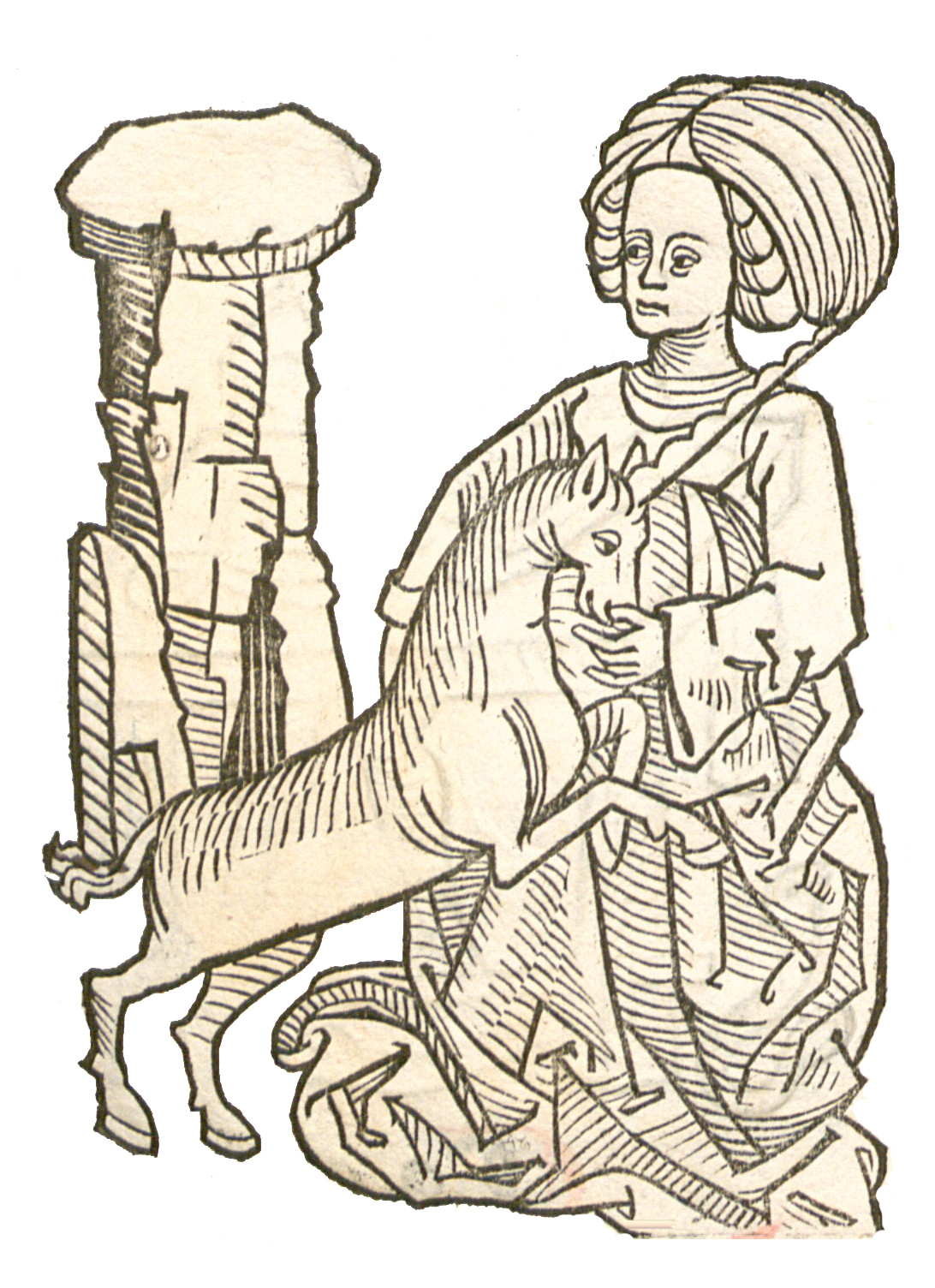
Libro II, capitolo 155. Unicornus – Unicorno
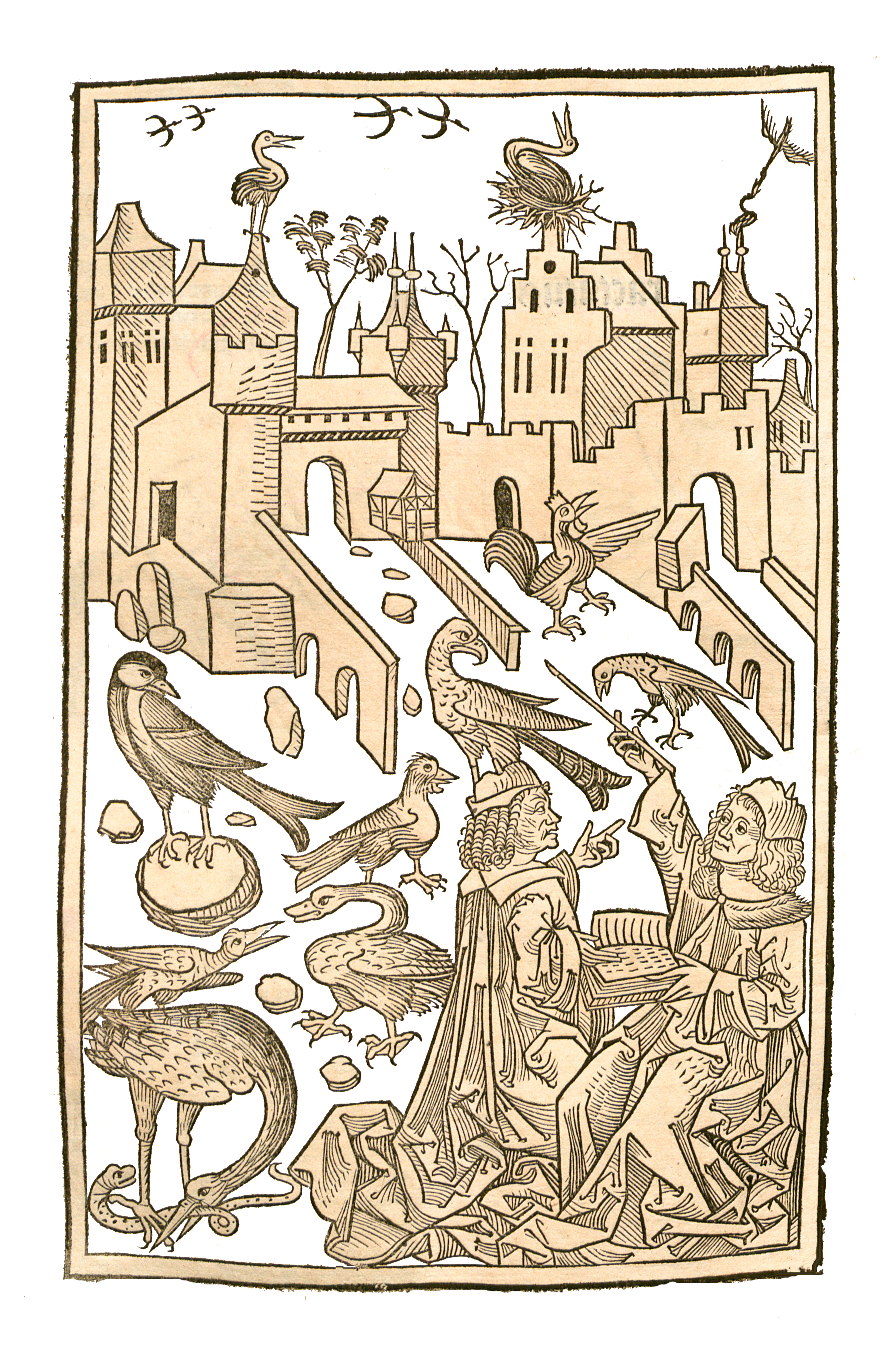
Frontespizio del capitolo De avibus
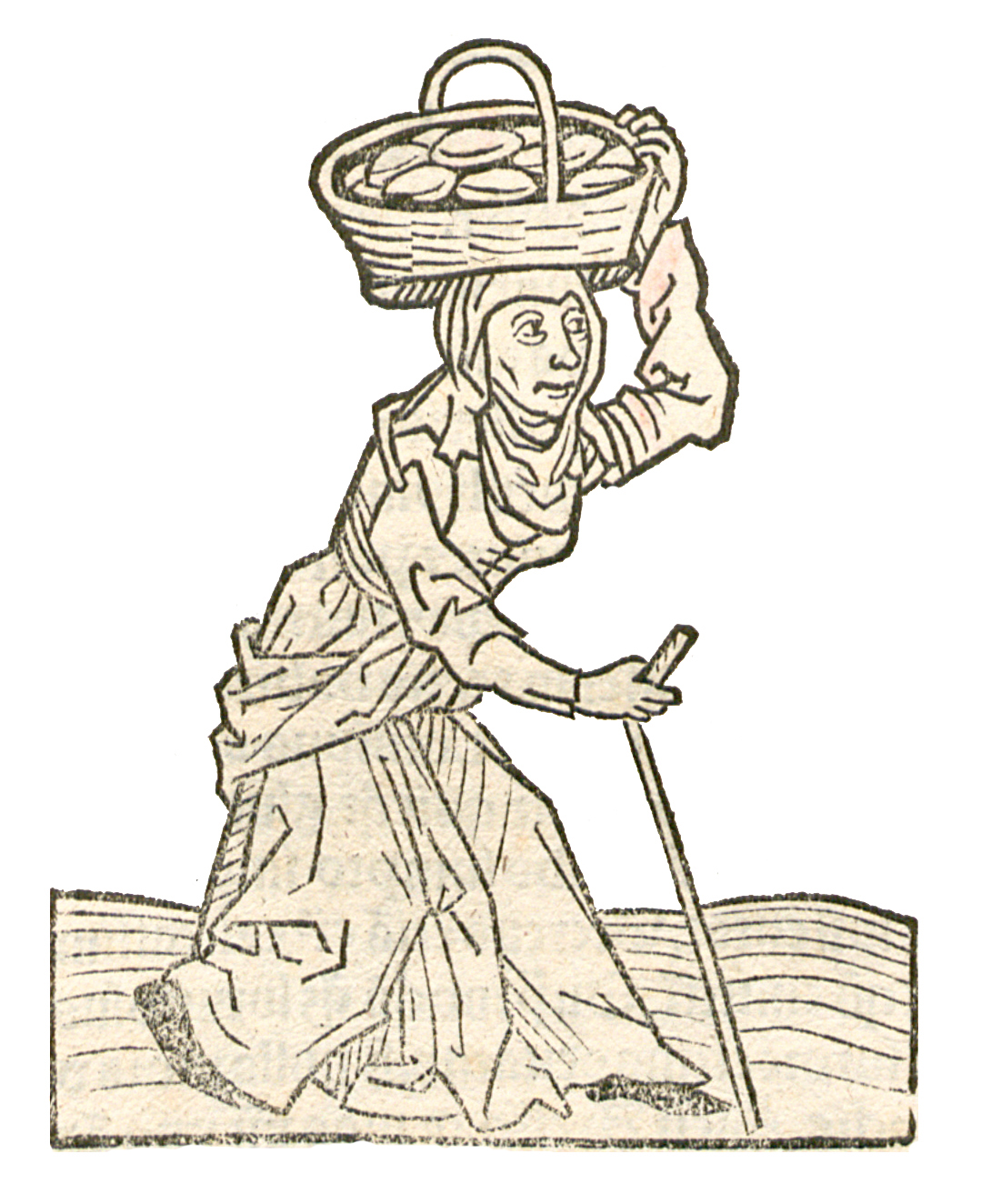
Libro III, capitolo 91. ..... Ova – Uova
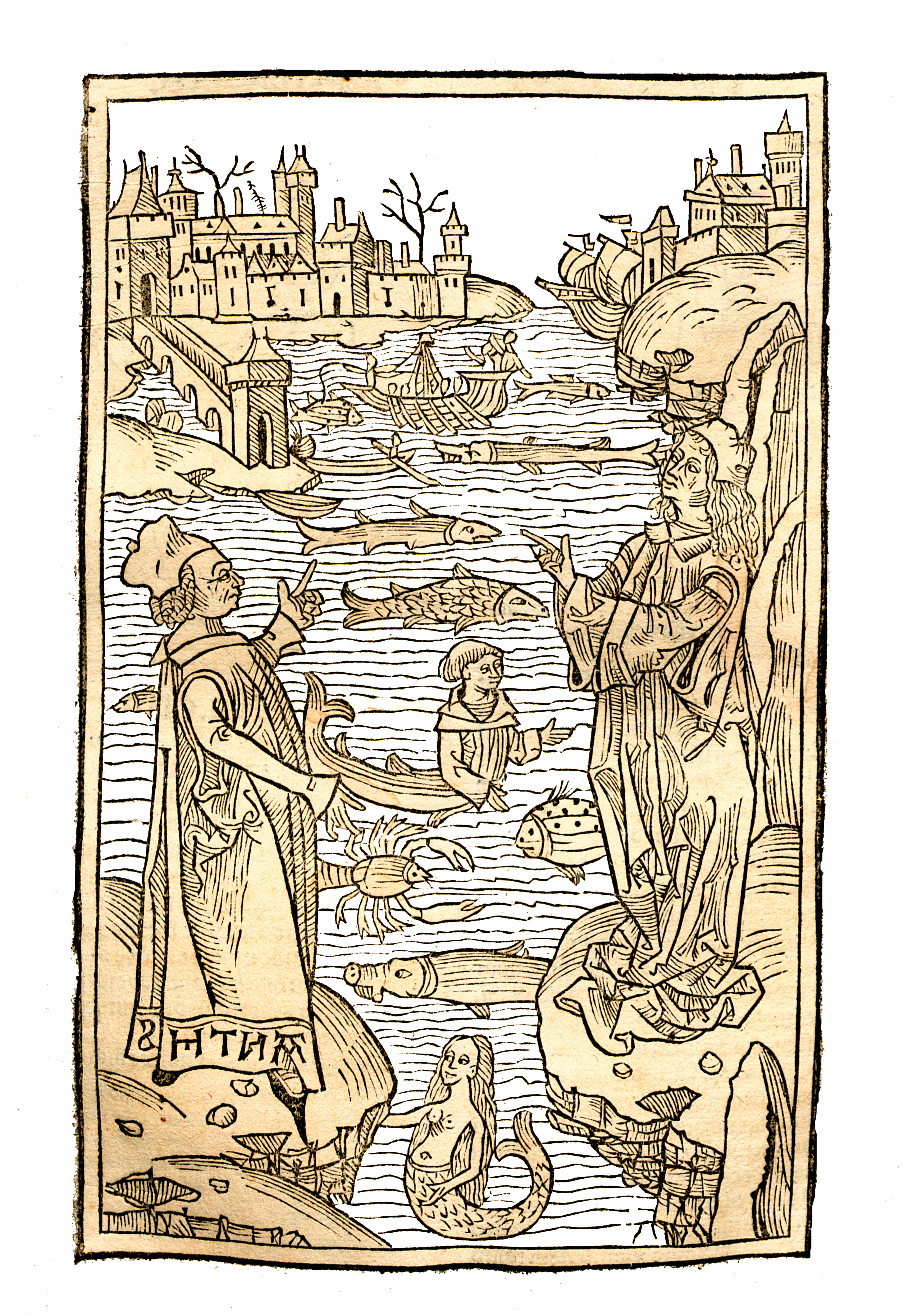
Frontespizio del capitolo De piscibus
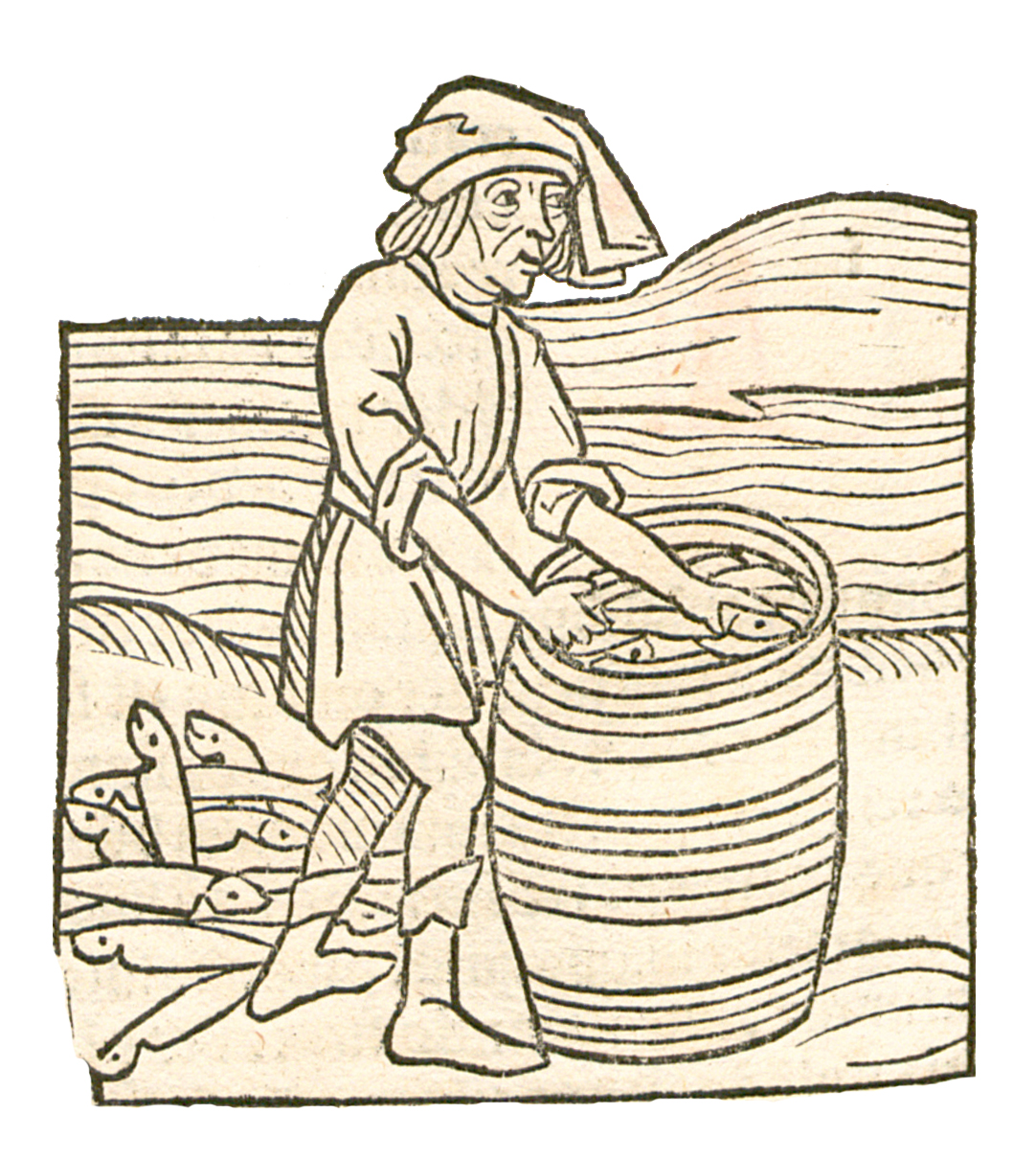
Libro IV, capitolo 3. ..... Allec – Zuppa di pesce
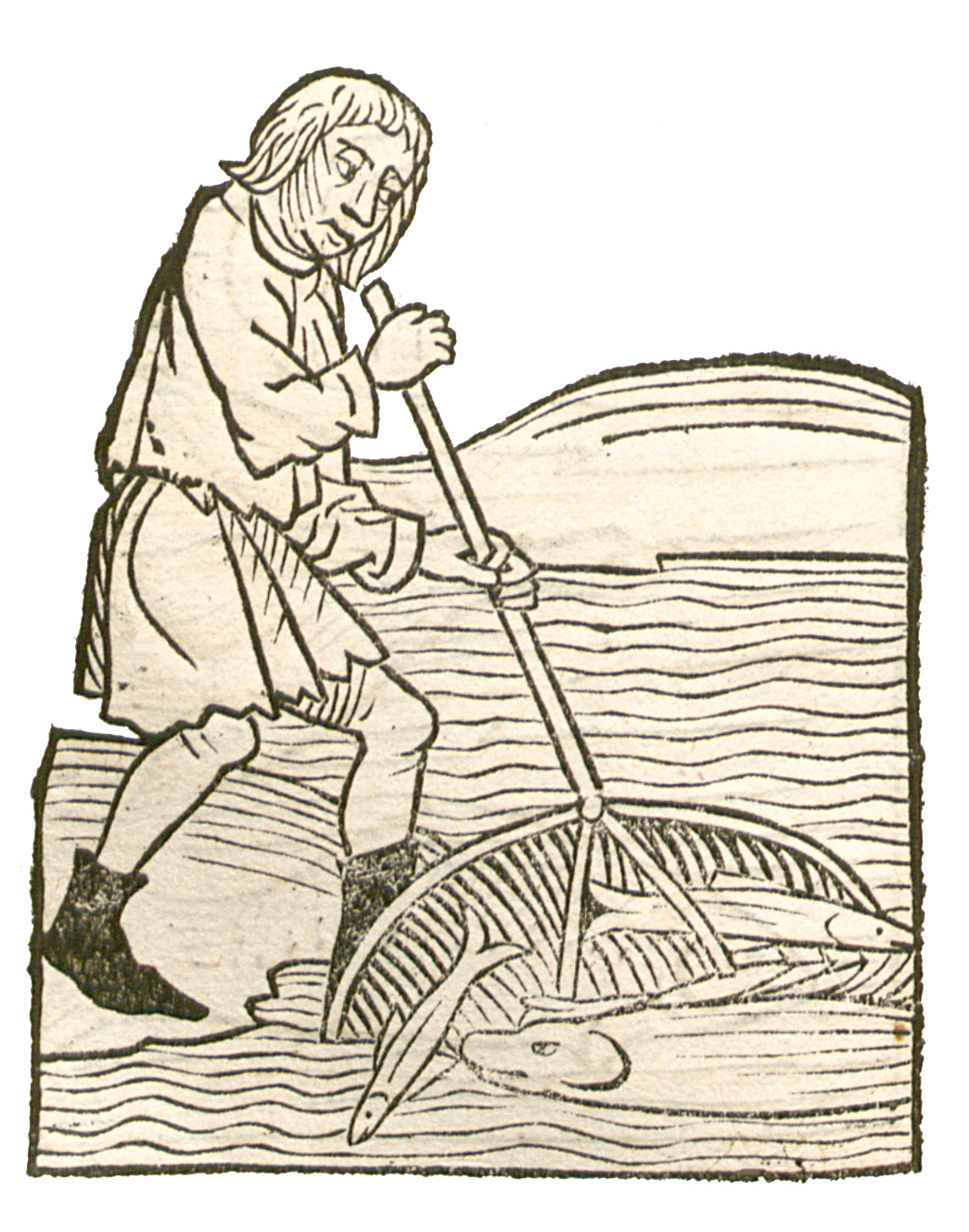
Libro IV, capitolo 56. ..... Mugil – Cefalo
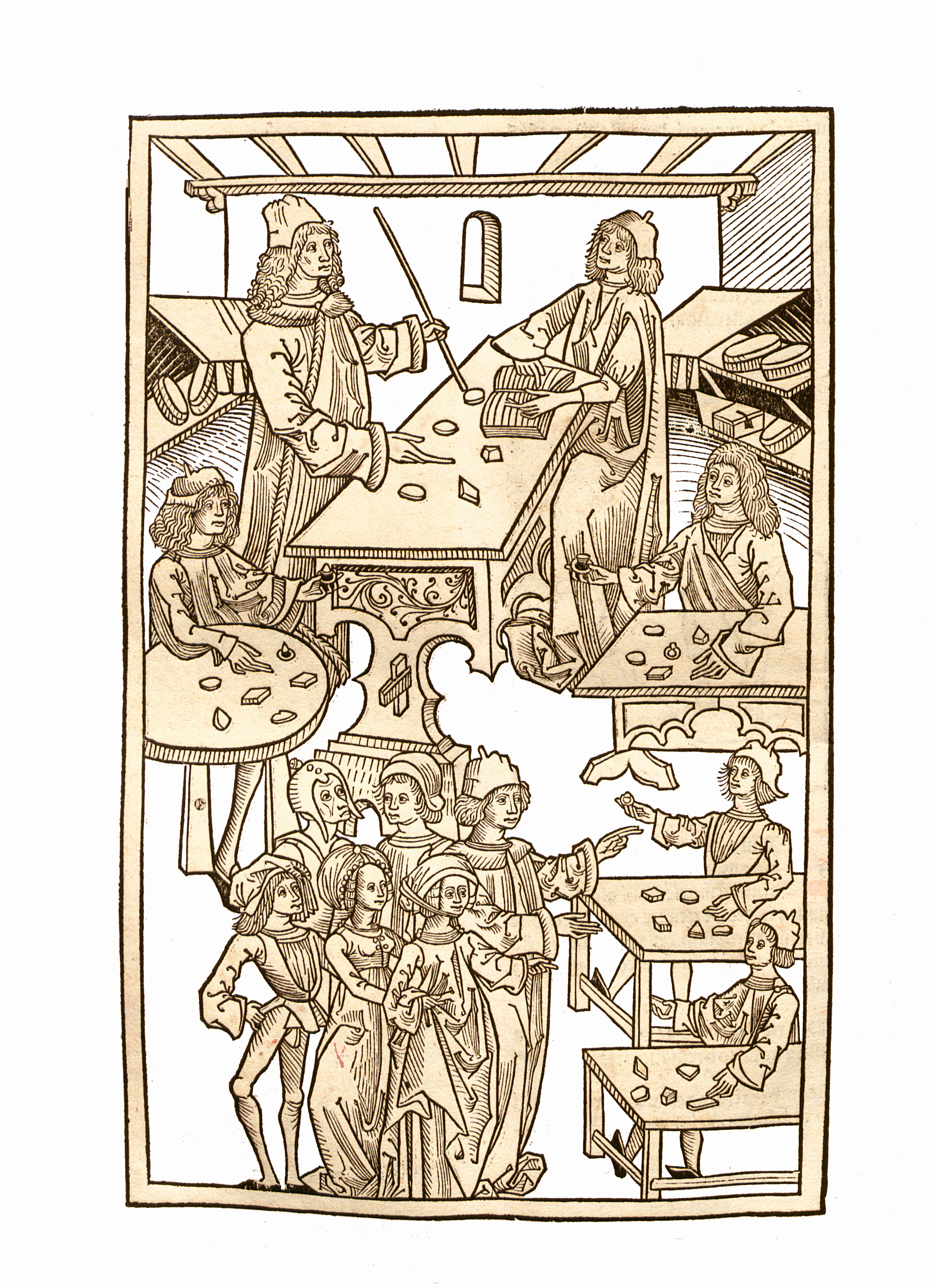
Frontespizio del capitolo De lapidibus
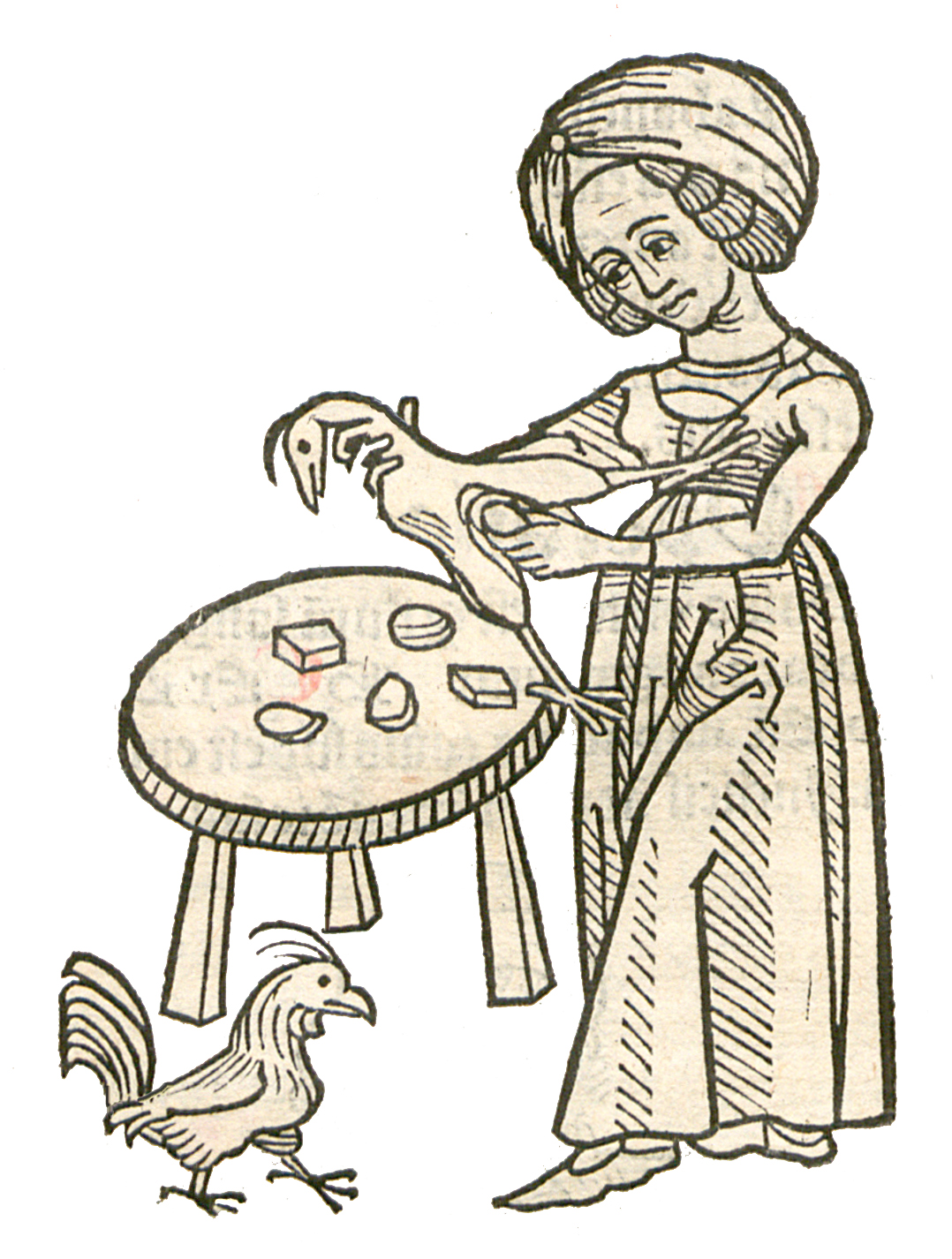
Libro V, capitolo 6. Allectorius – Pietra nel fegato di un cappone
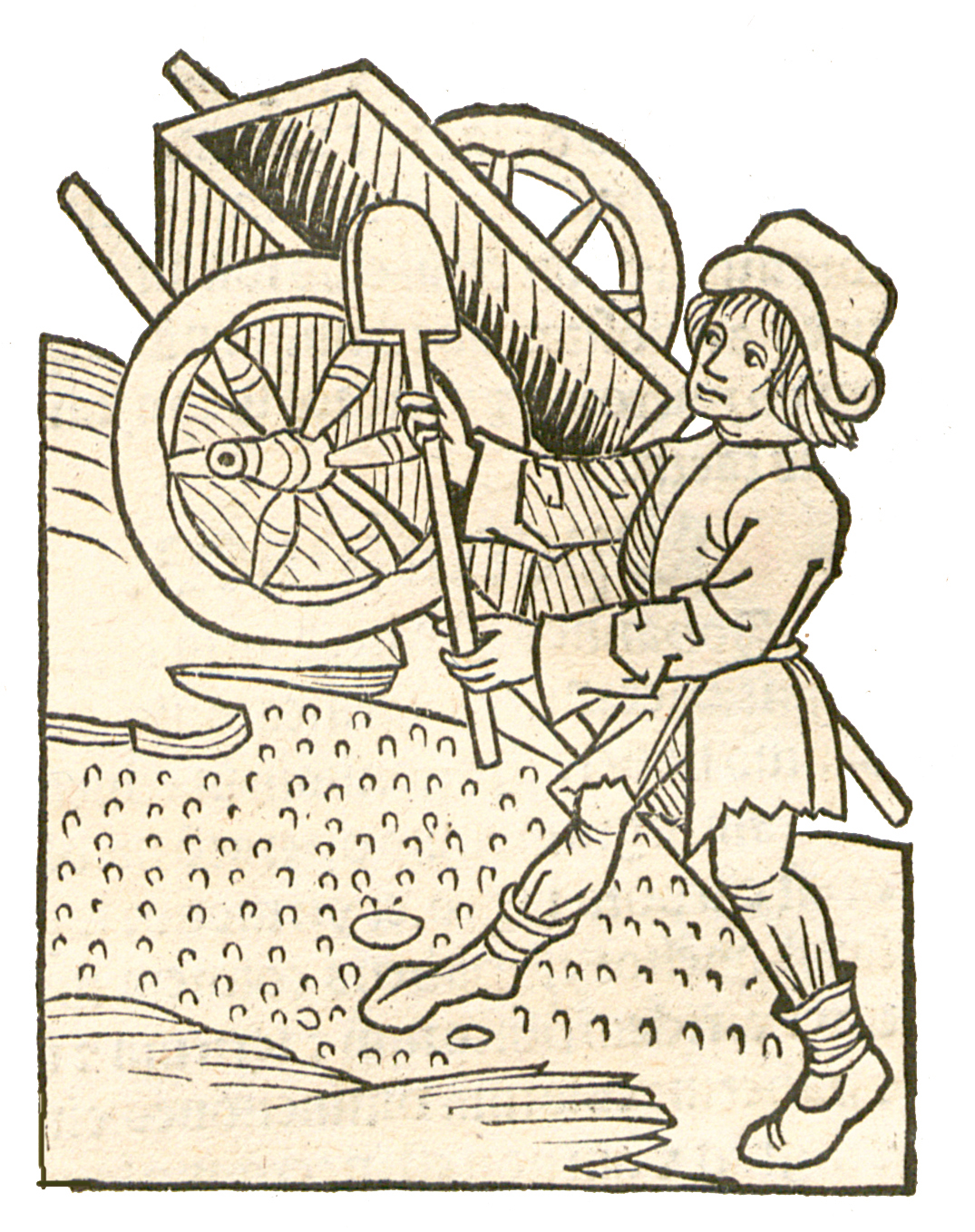
Libro V, capitolo 12. Arena – Sabbia
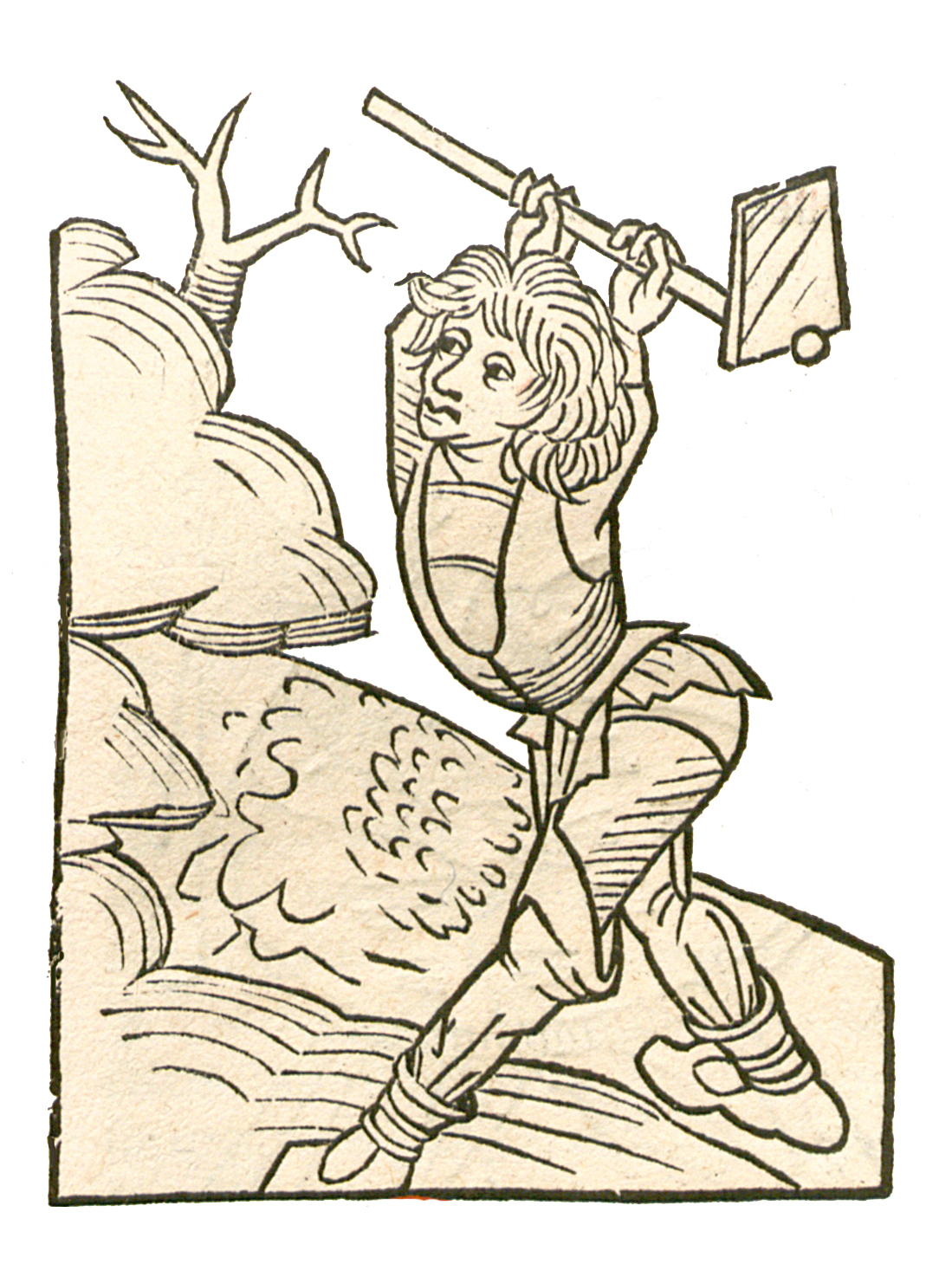
Libro V, capitolo 13. Argilla – Argilla
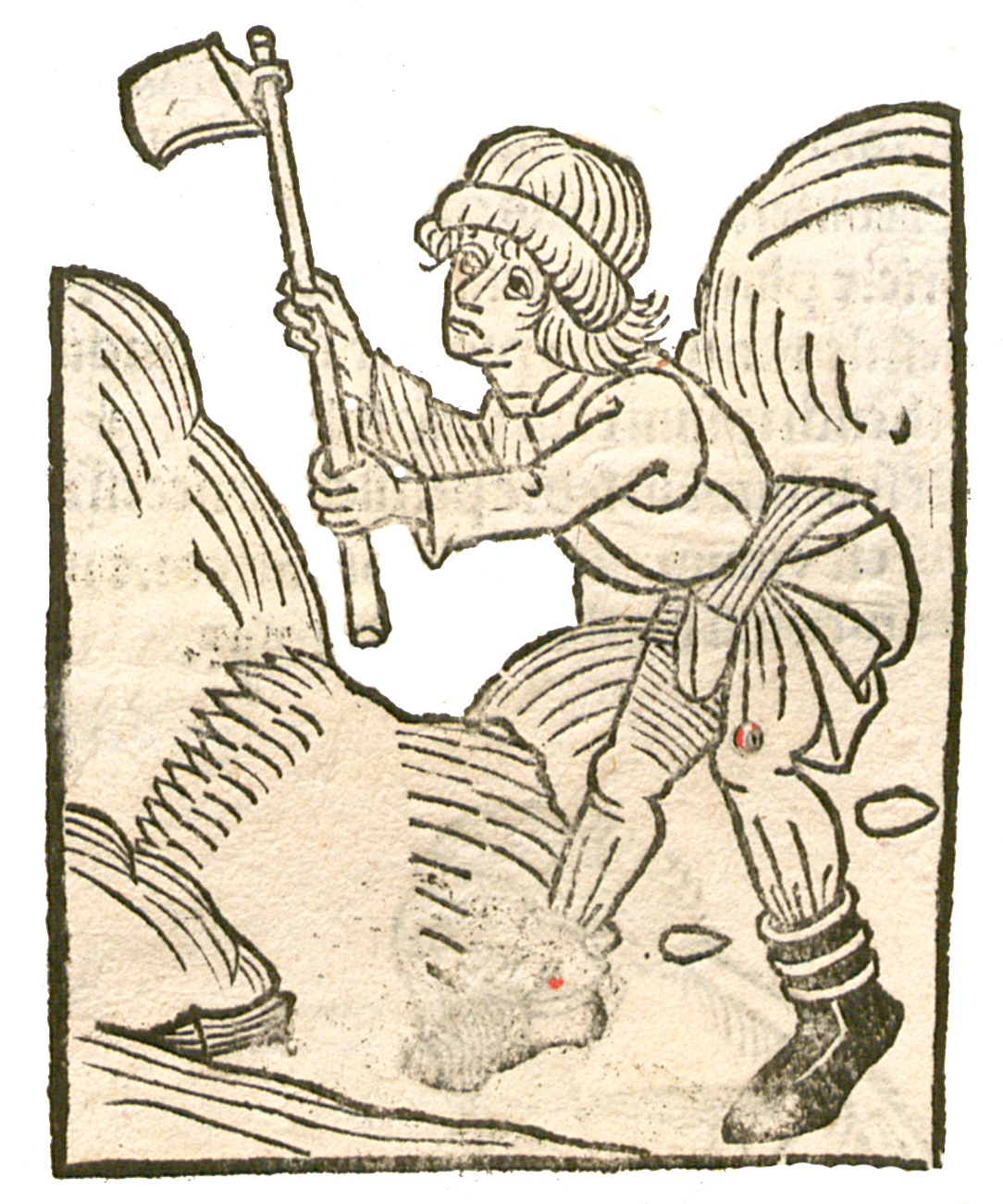
Libro V, capitolo 16. Bolus – Bolo armeno
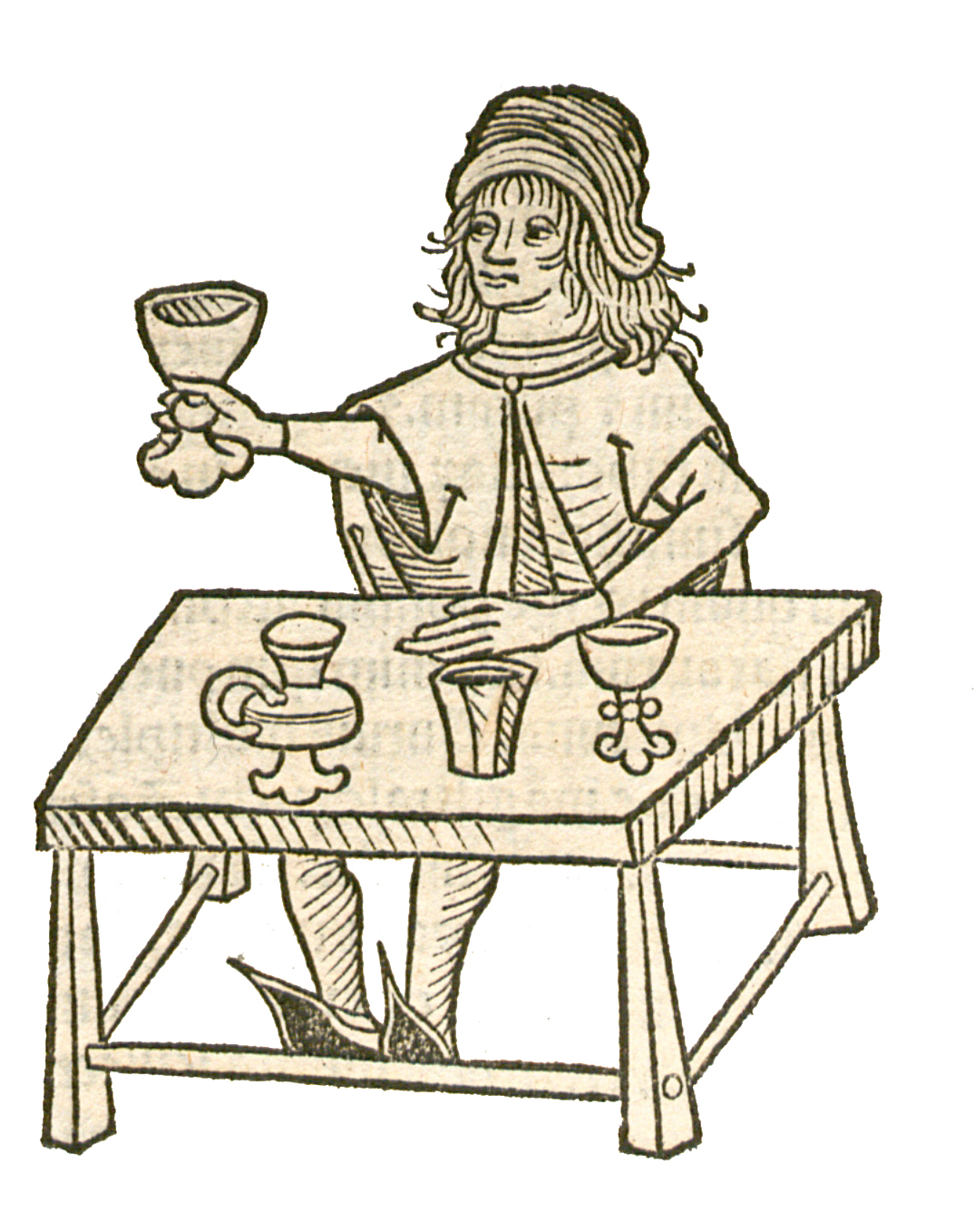
Libro V, capitolo 18. Aurum – Oro
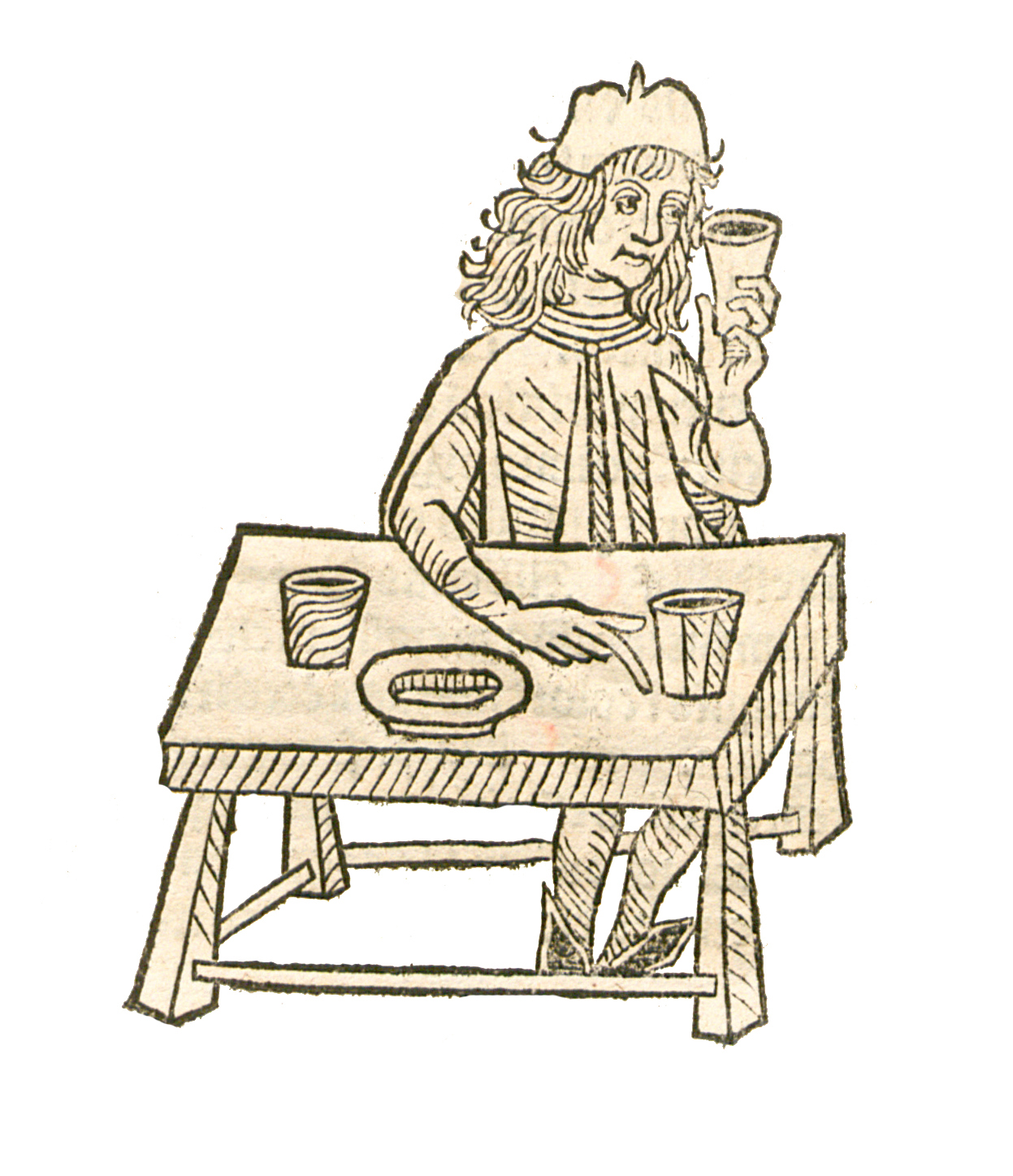
Libro V, capitolo 20. Argentum – Argento
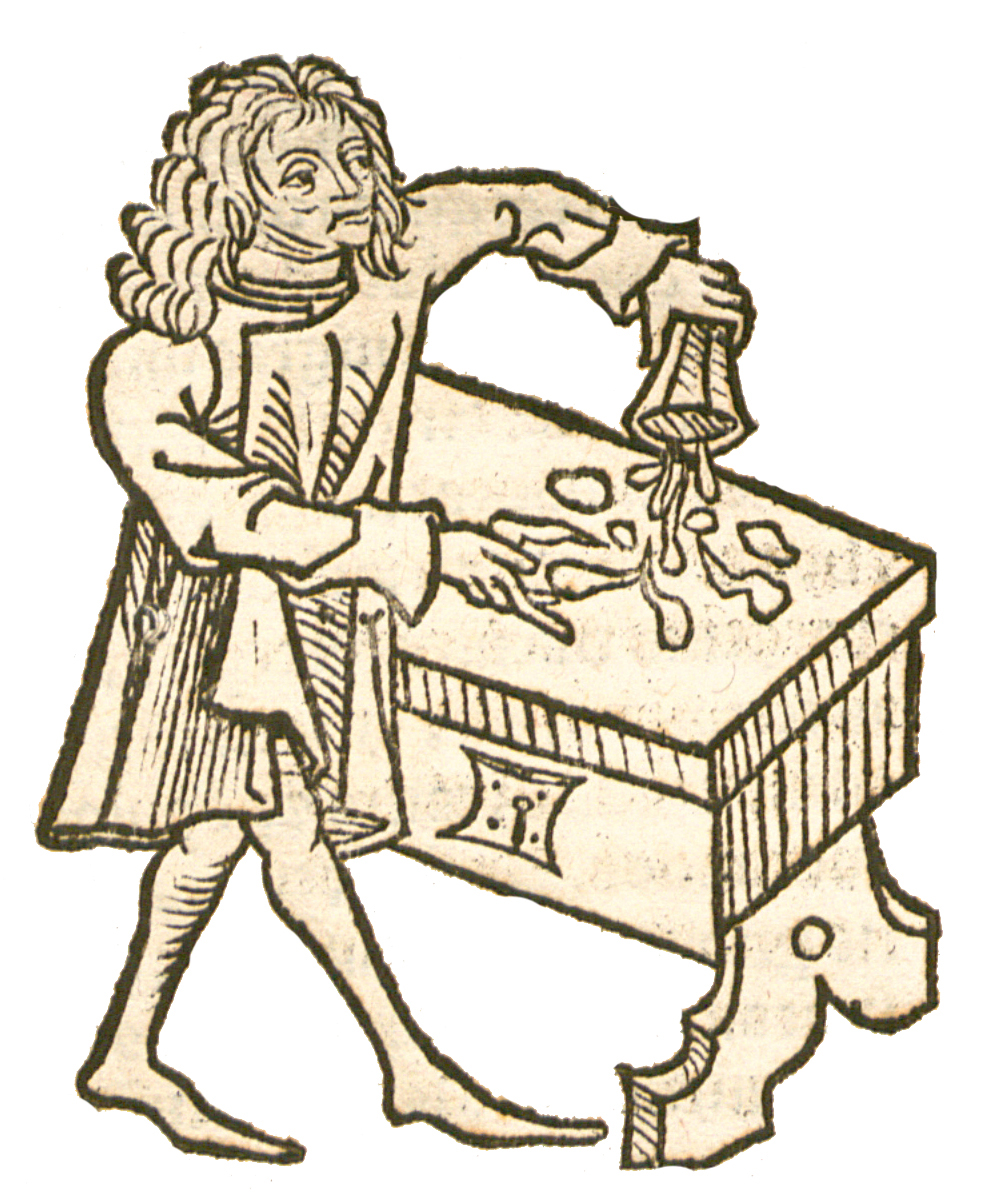
Libro V, capitolo 21. Argentum vivum – Mercurio (chimica)
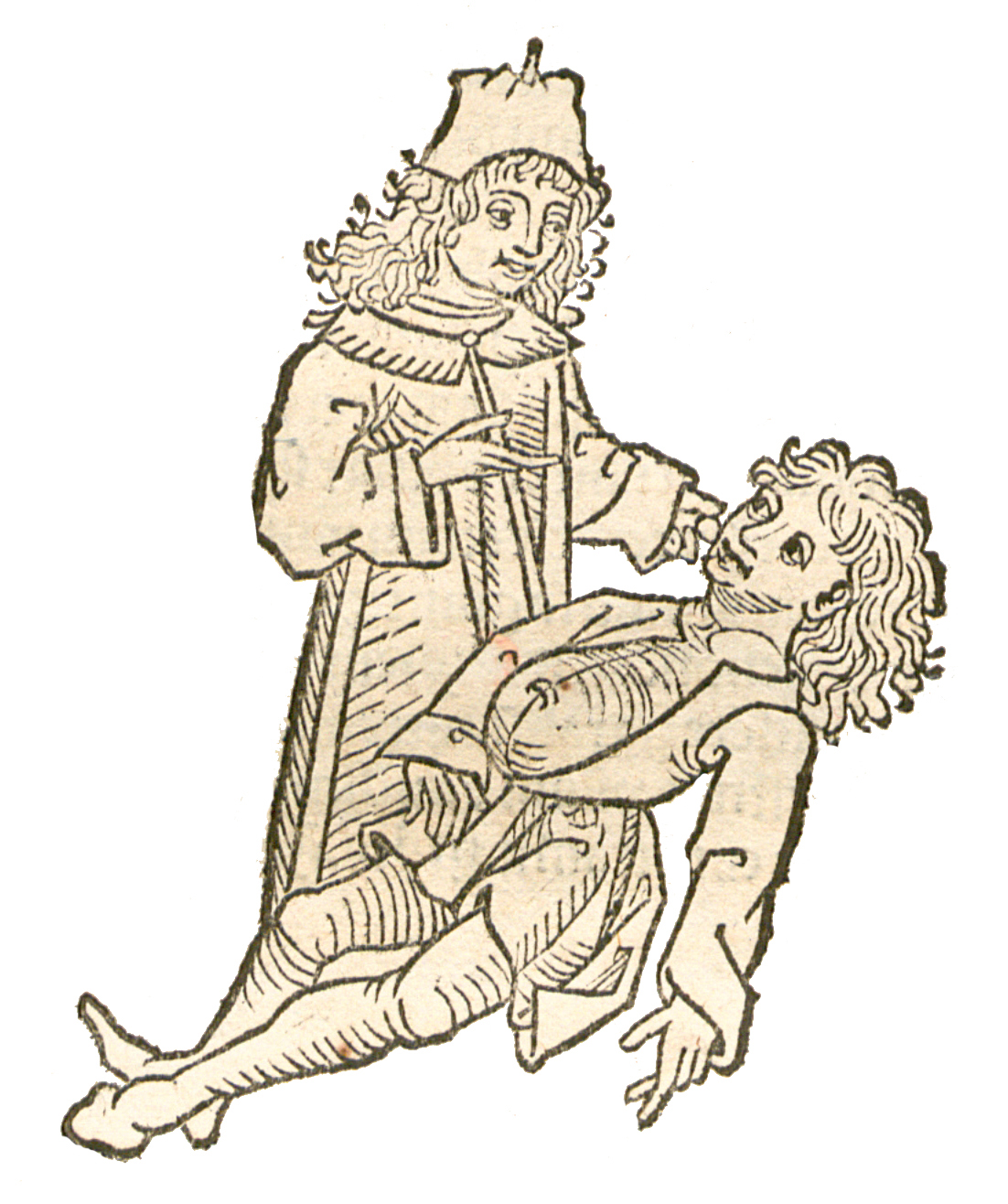
Libro V, capitolo 24. Bezaar – Bezoar
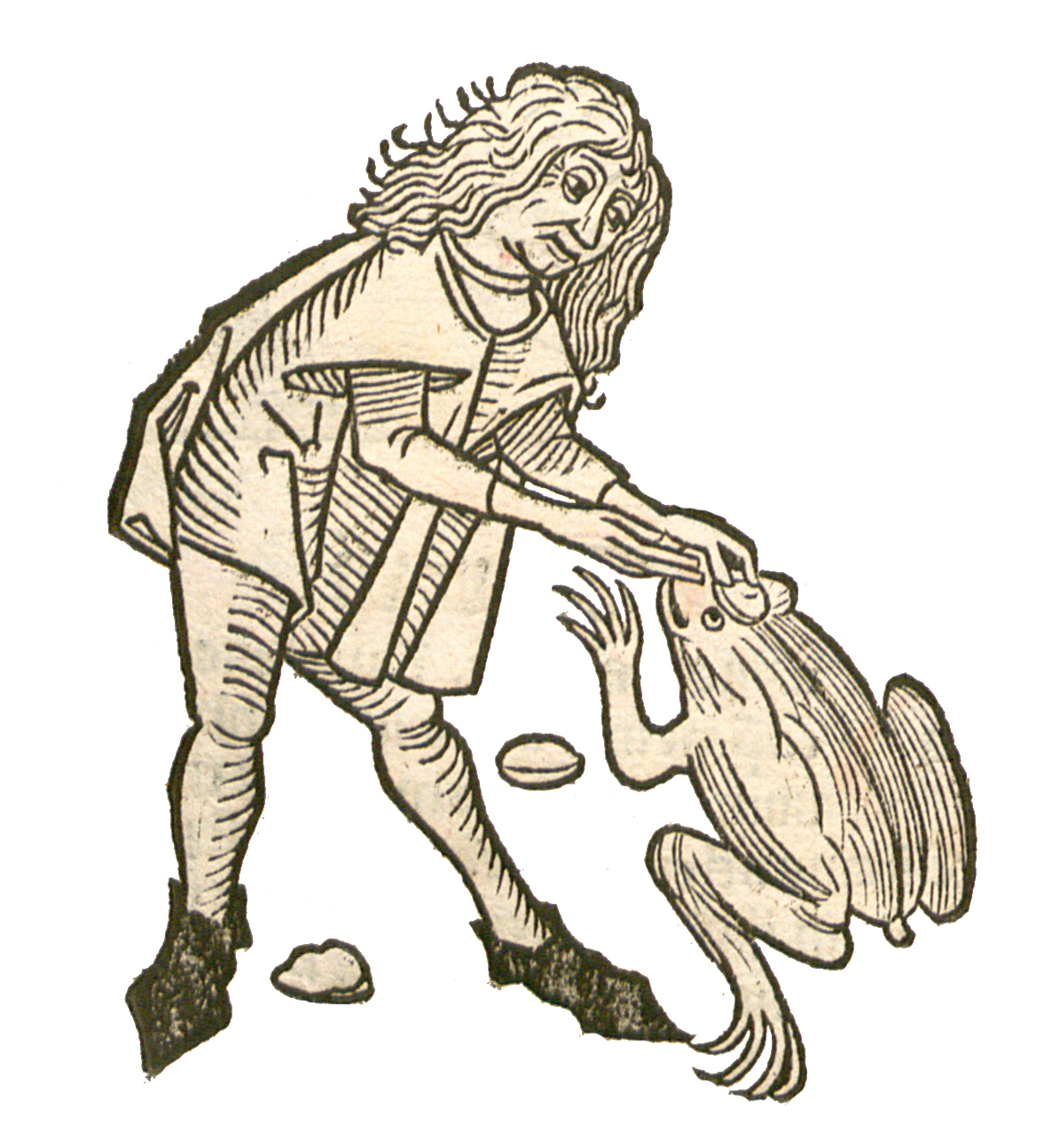
Libro V, capitolo 27. ..... Borax – Bufonite
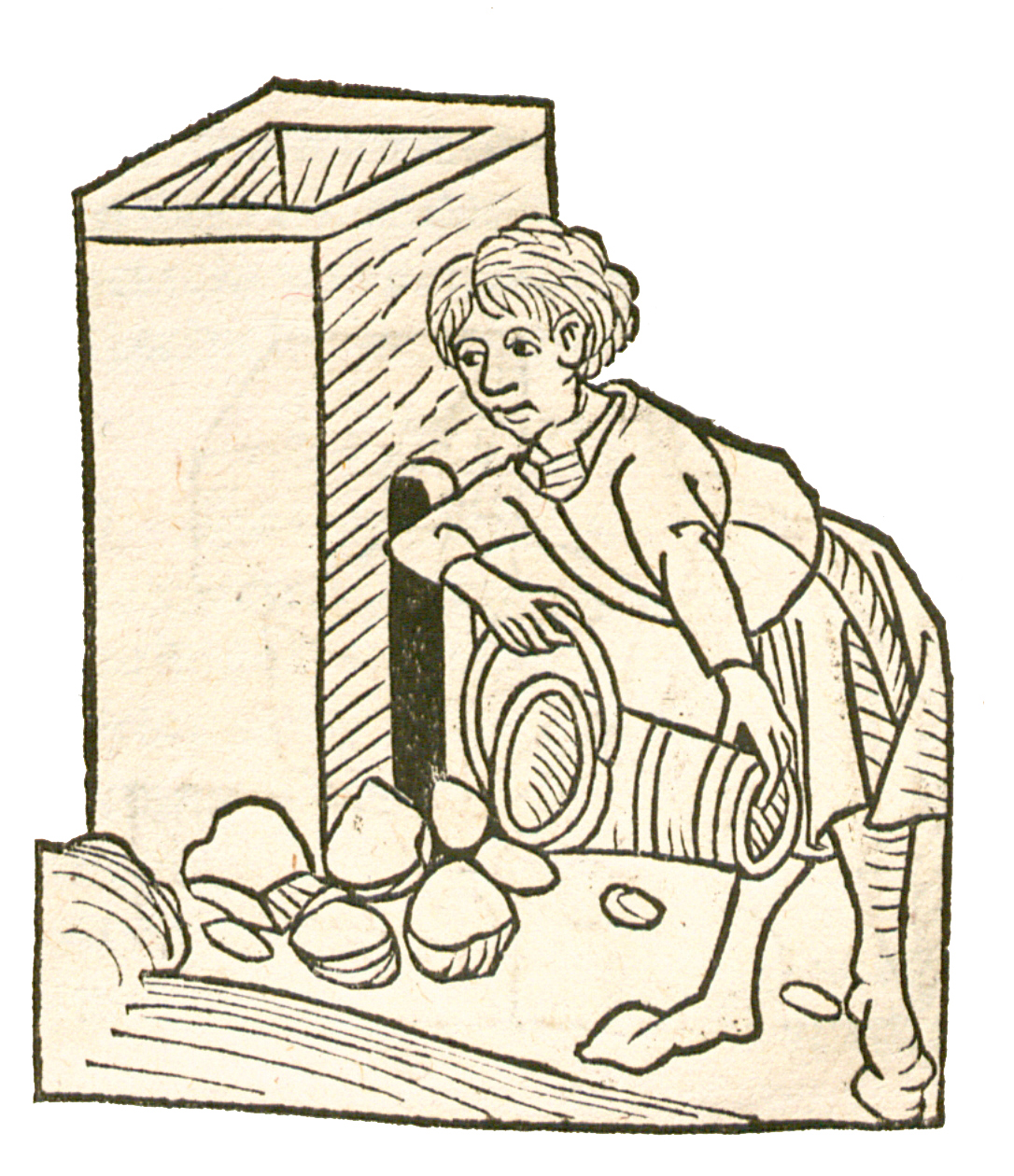
Libro V, capitolo 30. ..... Calx – Ossido di calcio
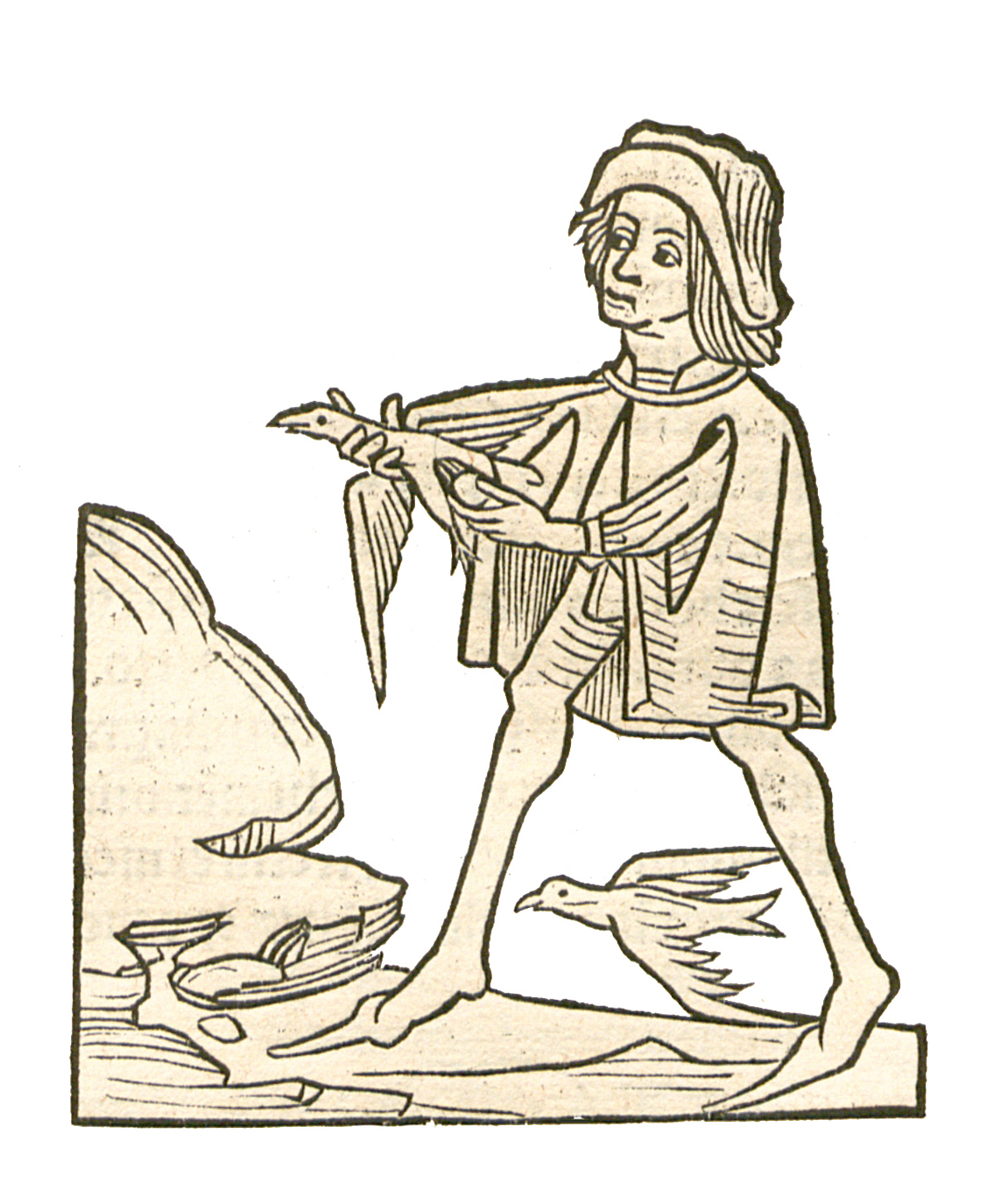
Libro V, capitolo 33. Celidonius – Pietra nello stomaco delle rondini
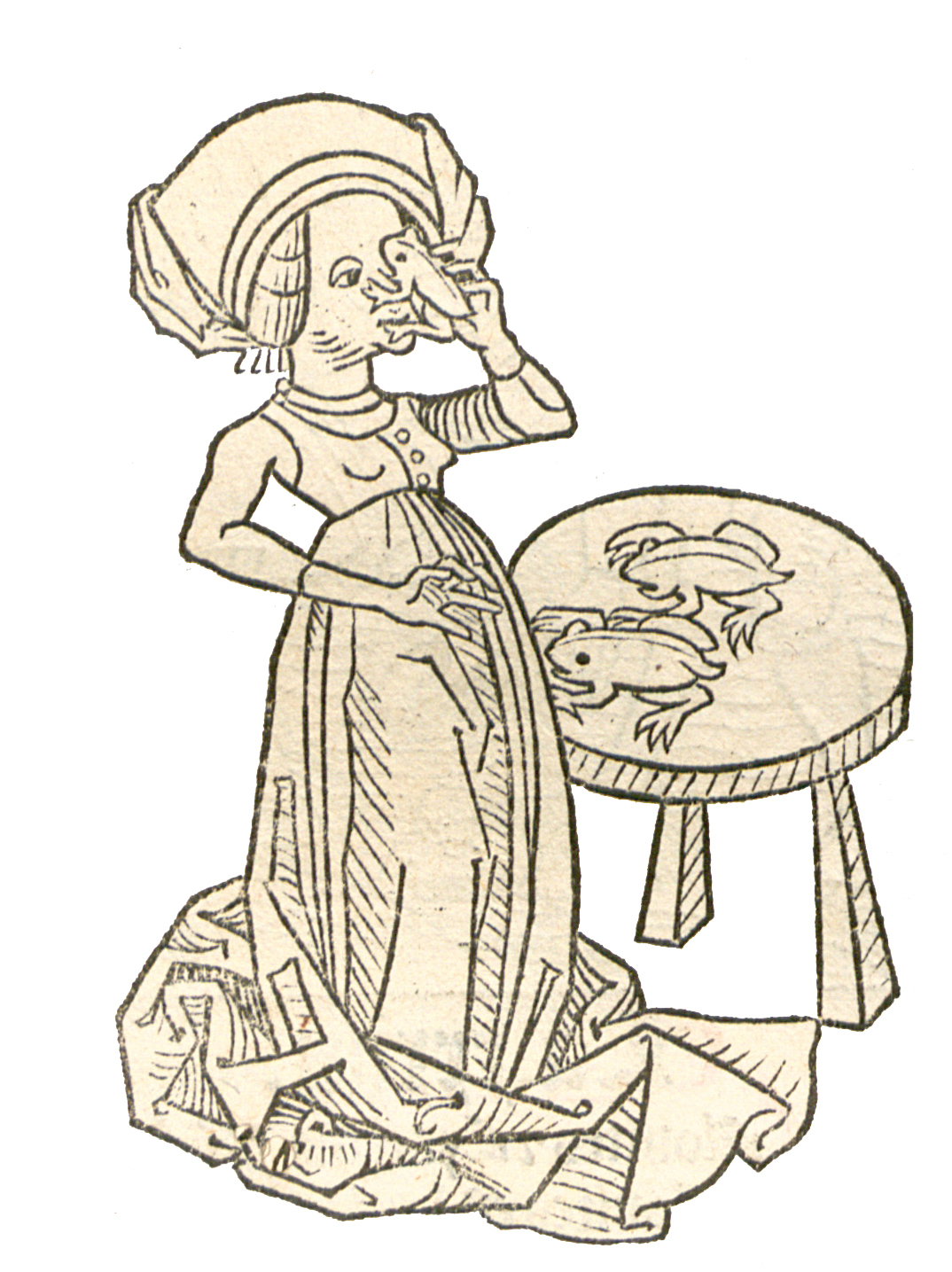
Libro V, capitolo 35. Cerusa – Biacca
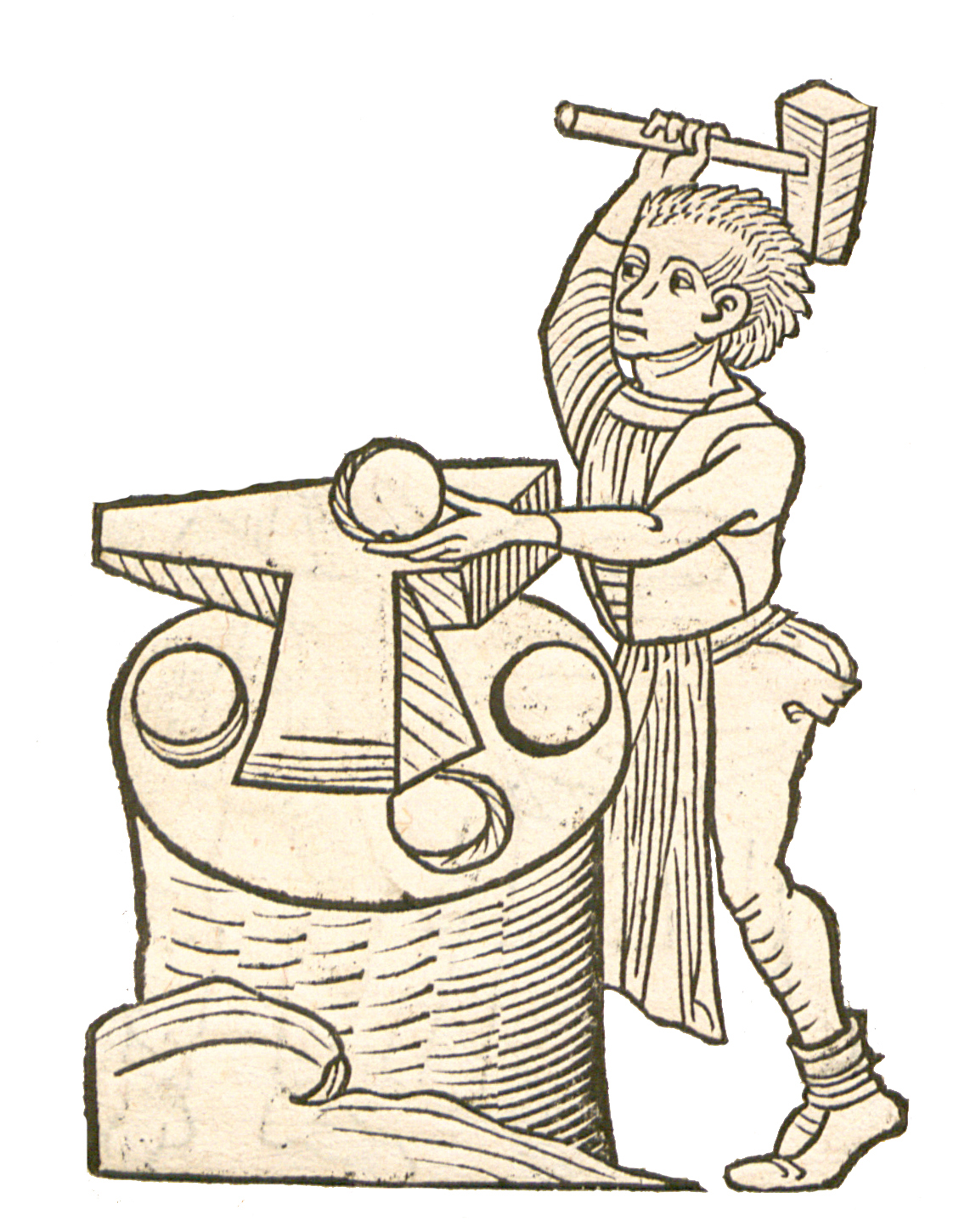
Libro V, capitolo 46. Cuprum – Rame
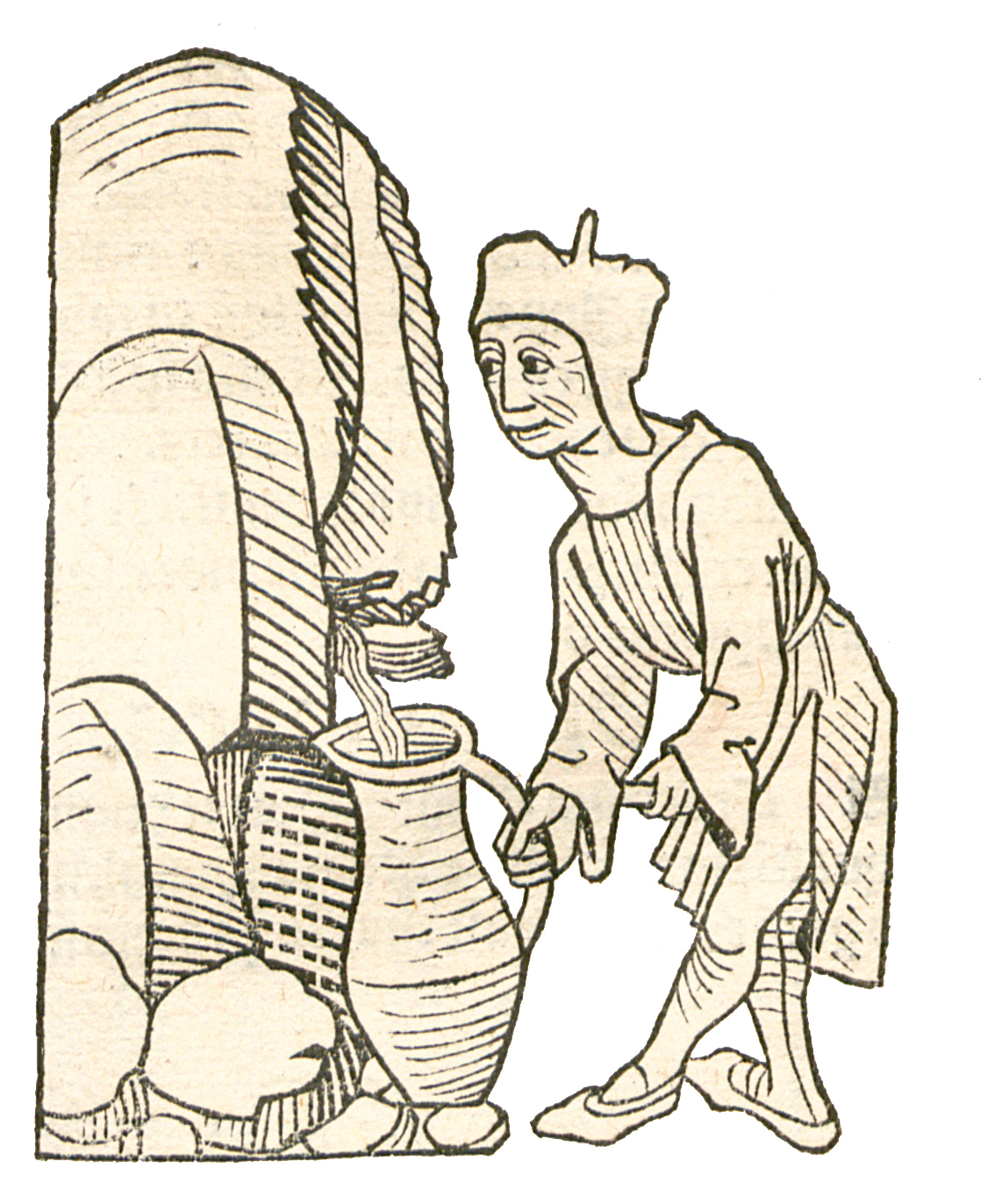
Libro V, capitolo 101. Petroleum – Petrolio
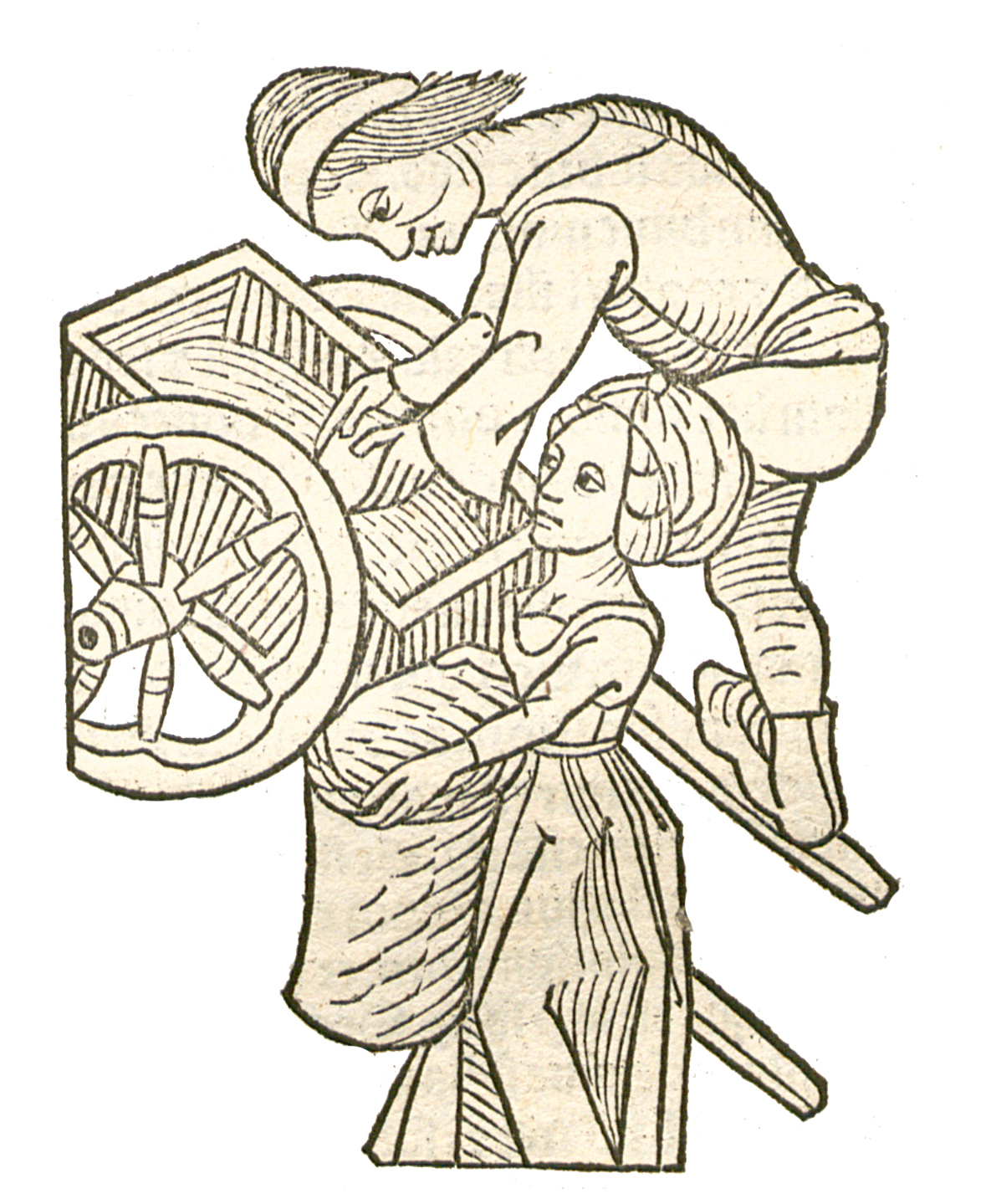
Libro V, capitolo 124. ..... Sal – Sale
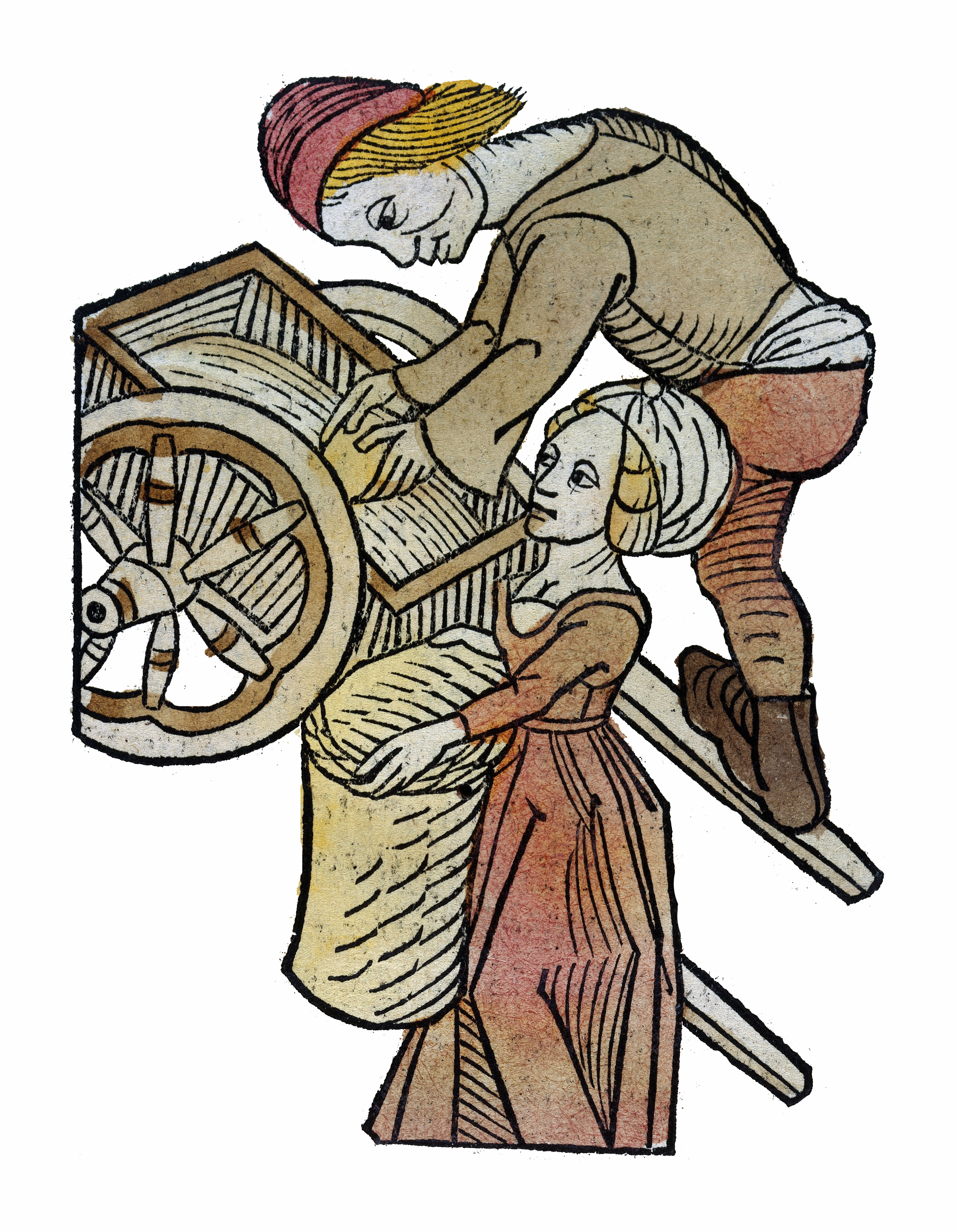
Copia colorata
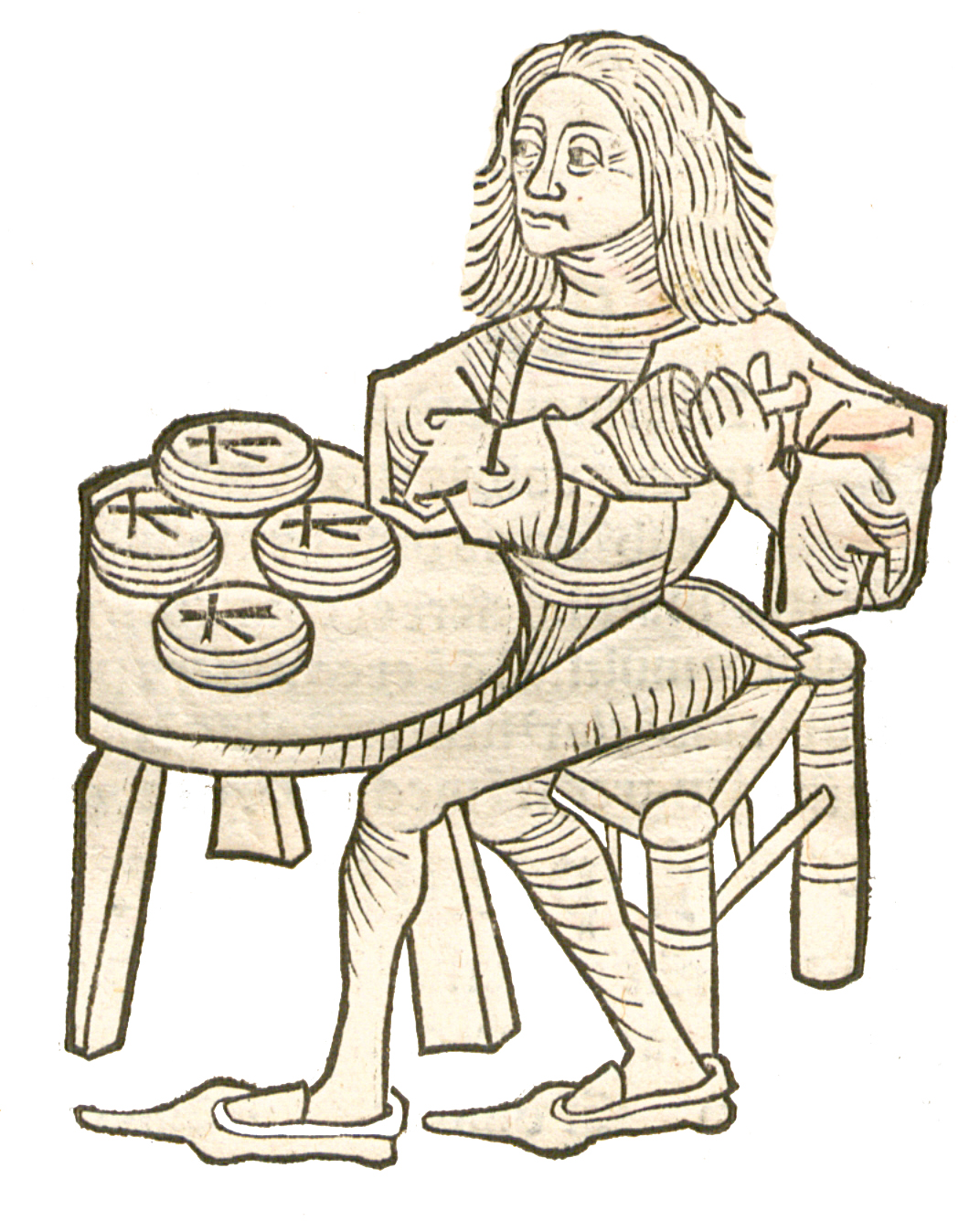
Libro V, capitolo 130. Terra sigillata
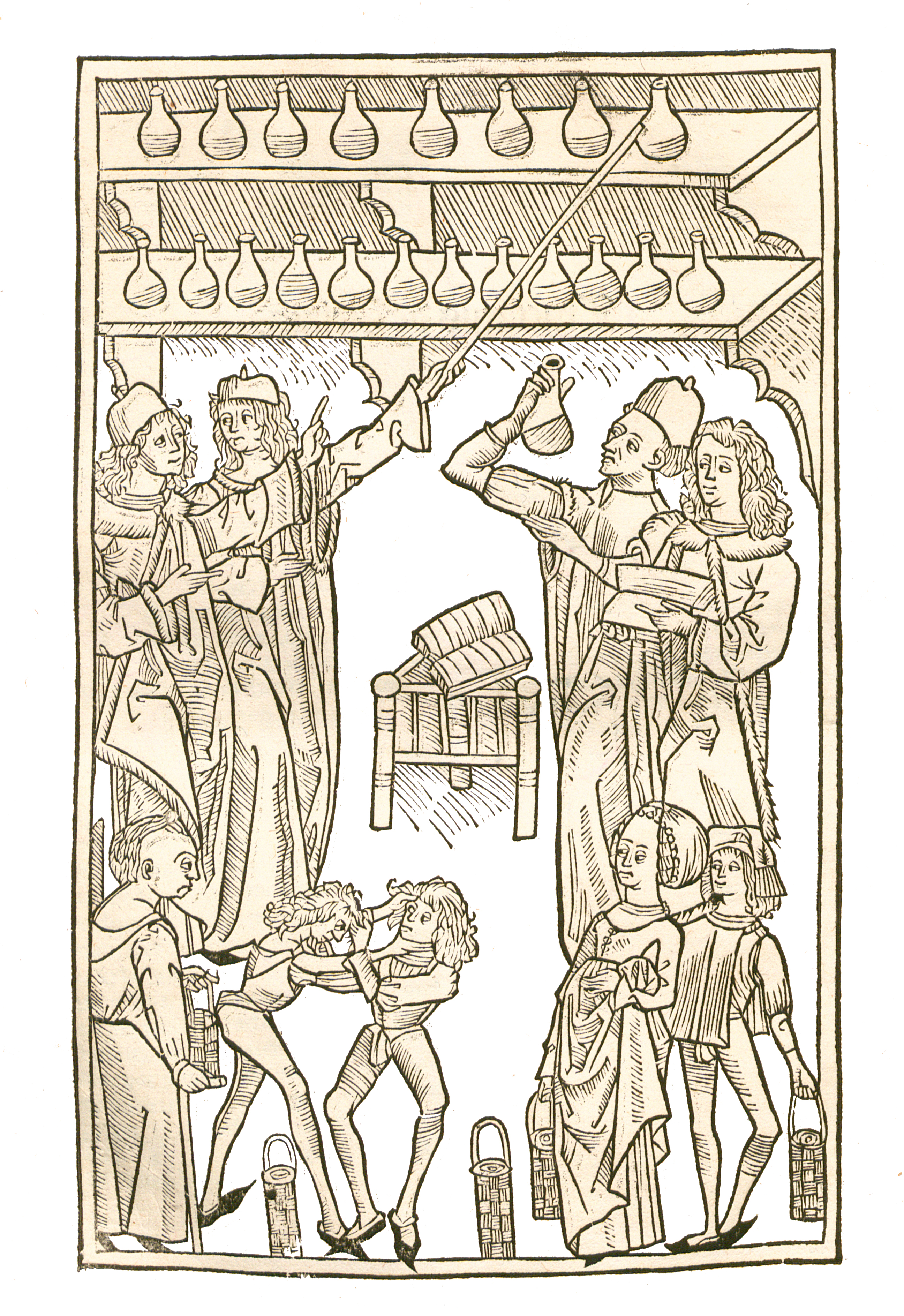
Uroscopia
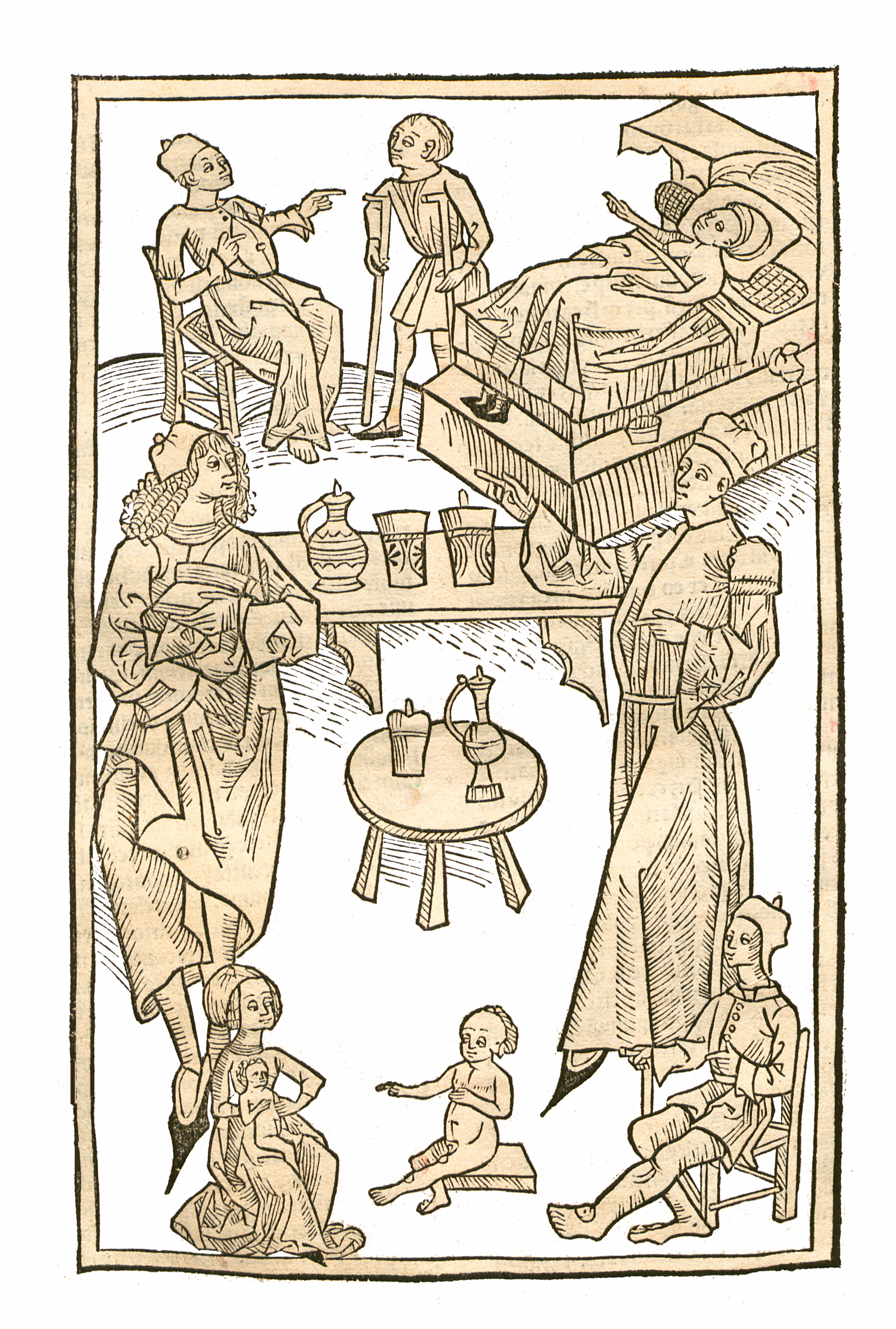
Medici e pazienti

## Nella cultura
L'Università di Sydney ha commentato il libro, affermando come la ricca varietà di xilografie presenti renda l'opera interessante. Ha poi scritto che l'incisore era un abile artigiano, anche se non eccellente per quanto riguarda le immagini di piante.
Una copia dell'opera, appartenuta in precedenza al farmacista Georgius Pavius (1596-1619) di Aberdeen, è oggi conservata presso l'Università di Aberdeen.